# Corrientes (ciudad)
Corrientes es una ciudad de Argentina, capital y principal centro social y económico de la provincia homónima. Fundada el 3 de abril de 1588 por Juan Torres de Vera y Aragón, es la ciudad más antigua del Nordeste argentino. Está situada a orillas de un recodo del río Paraná, distante 50 km aguas abajo de la confluencia con el río Paraguay, aproximadamente 1150 km aguas arriba de su desembocadura en el Río de la Plata. Junto a los poblados aledaños conforma el aglomerado urbano Gran Corrientes.
La administración pública es su principal actividad, destacándose también como centro universitario y sus centros de salud. El puente General Manuel Belgrano que atraviesa el río Paraná, la comunica con las vecinas ciudades de Barranqueras y Resistencia en la provincia del Chaco, donde diariamente miles de personas transitan por trabajo y estudios. 
La Ruta Nacional 12 es su principal vía de comunicación terrestre, y cuenta también con un puerto y un aeropuerto (CNQ). 
Integran el municipio de Corrientes las islas: Pelón, Talar, Meza, Hernández, Noguera, Platero, Cabral, de la Palomera, Latorre, y Pindó.
En lo cultural es reconocida nacionalmente por sus fiestas de carnaval. Asimismo ha cobrado interés la Fiesta Nacional del Chamamé, que se realiza con gran éxito a mediados de enero desde los años 1980.

## Toponimia
La ciudad de Corrientes fue fundada por Juan Torres de Vera y Aragón el domingo 3 de abril de 1588 con el nombre de Ciudad de Vera, como consta en su acta de fundación, donde se expresa: «...fundo y asiento y pueblo la ciudad de Vera en el sitio que llaman de las Siete Corrientes provincia del Paraná y el Tape...».
"Siete Corrientes" hace referencia a la geografía costera, marcada por siete "puntas" o penínsulas que sobresalen en el río y que generan fuertes corrientes de agua. 
Un siglo después de la fundación, se la nombra San Juan de Vera de las Siete Corrientes, debido a San Juan Bautista, que fue uno de los santos escogidos por los fundadores para proteger a la ciudad. 
En idioma guaraní se conoce a la ciudad de Corrientes, y por extensión a la provincia, con el nombre Taragüí. El historiador Manuel Florencio Mantilla fue el primero en realizar una interpretación de este vocablo, al decir que provenía de la unión de dos voces: tava (pueblo o ciudad) y agüi (cercano o vecino). De esta manera los guaraníes que vivían próximo al asentamiento español llamaban al incipiente poblado ajeno a los suyos. Conforme la documentación de la época jesuítica obrante en el Archivo Histórico de la Provincia de Corrientes, los guaraníes discriminaban como Taragüí a toda población cercana a la suya que no fuese guaraní y le sumaban un calificativo distintivo en referencia a plantas, árboles o animales. De esta manera, el asentamiento español que luego sería la ciudad de Corrientes fue denominado por los guaraníes como Teyú Taragüí, siendo este último agregado equivalente a "lagartija".
Otros asentamientos fueron llamados oportunamente Iví (agua) Taragüi, Itá (piedra) Taragüí. Las poblaciones pequeñas se llamaban por su parte Taragüí Miní (pequeños) y aquellas que parecían muy grandes Taragüí Guazú (grande) de las cuales se cuidaban, pues eran coincidentes en realidad con los campamentos militares de los colonizadores y no con las poblaciones.
La grafía de Taragüí procede de los documentos de los primeros españoles, que intentaron dar un registro escrito a cuanto escuchaban de boca de los guaraníes. No todos estos documentos son coincidentes y pueden encontrarse versiones distintas: Tavagüí, Taragüy, Taraguy o Taaguy, siendo todas ellas referentes a lo mismo. Por convención, uso y costumbre, se asume que la grafía correcta en la actualidad es la de "Taragüí" y así lo acepta la versión oficial de la nueva Constitución de Corrientes.

## Geografía

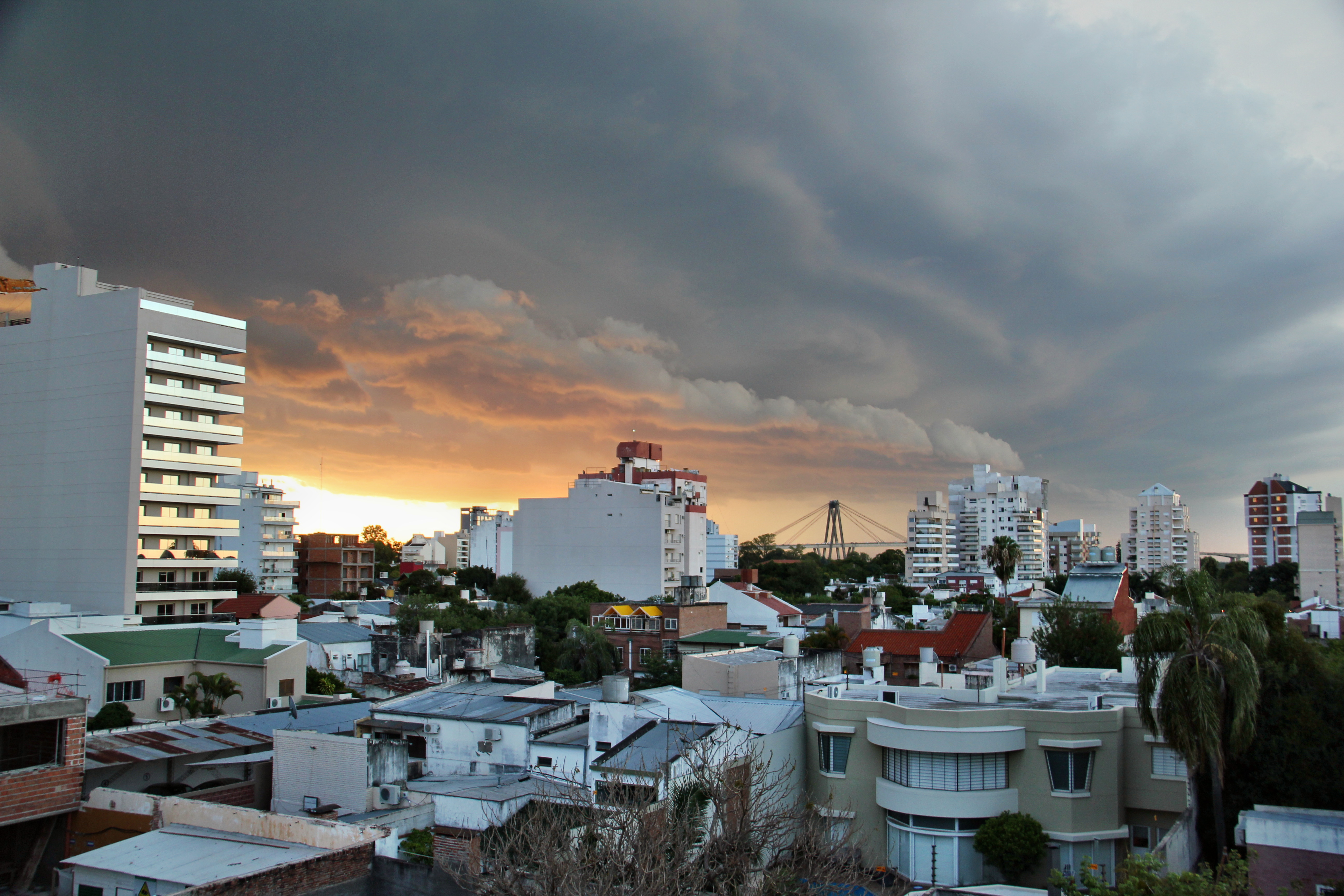
Vista panorámica de la ciudad.

La ciudad únicamente puede crecer hacia el este y hacia el sur, pues limita al norte y al oeste con el río Paraná, encontrándose a 1208 km aguas arriba de su desembocadura en el Río de la Plata. 
El área del Barrio Esperanza y el Puente Pexoa se encuentra en litigio, ya que recibe servicios del municipio de Corrientes pero es reclamada por el municipio de Riachuelo en base el decreto-ley N.º 2161/1963 promulgado el 12 de julio de 1963.
El relieve de la ciudad está constituido básicamente de lomadas u ondulaciones que recorren toda ciudad, desde bajadas hasta terrenos altos se dan significativamente por el antiguo cauce del arroyo Poncho Verde, que circula debajo de la ciudad. La altitud promedio de la ciudad es de 56 m s. n. m., pero en estas bajadas, desciende hasta aproximadamente 40 m s. n. m., donde en los días de fuertes tormentas se producen inundaciones, por ejemplo, en los barrios bajos. 
La costa de la Ciudad de Corrientes está caracterizada por barrancos y grandes formaciones de bancos de arenas, donde están asentadas las playas de la ciudad. Esta zona está altamente erosionada por efecto de las crecidas y bajadas del Paraná, donde dejan secuelas de desmoronamientos periódicos por la frecuente erosión. 
Pueblan sus calles buen número de ceibos, jacarandás, naranjos y lapachos, con sus flores típicas.

### Clima
Presenta un clima subtropical semi-continental cálido sin estación seca, aunque con precipitaciones significativamente menores durante el invierno. La temperatura anual promedio es de 21 °C, con registros absolutos máximos y mínimos de 43 °C en octubre y -3 °C en julio, como la registrada el 14 de julio de 1993. La lluvia anual es de 1400 mm con acumulados máximos en abril y noviembre, y mínimos en diciembre y julio. El promedio anual de la humedad relativa es del 76 %. Otra característica particular es que como el límite norte y oeste de la ciudad es el río Paraná, y al ejercer este una influencia moderadora sobre las temperaturas mínimas, estas son menores en los suburbios comparadas con las de la ribera de la ciudad y el centro de la misma (efecto de isla de calor). El clima de Corrientes, también puede ser clasificado como subtropical húmedo (Cfa) , de acuerdo  con la clasificación climática de Köppen.
| Parámetros climáticos promedio de Corrientes Aero (1991–2020) | Parámetros climáticos promedio de Corrientes Aero (1991–2020) | Parámetros climáticos promedio de Corrientes Aero (1991–2020) | Parámetros climáticos promedio de Corrientes Aero (1991–2020) | Parámetros climáticos promedio de Corrientes Aero (1991–2020) | Parámetros climáticos promedio de Corrientes Aero (1991–2020) | Parámetros climáticos promedio de Corrientes Aero (1991–2020) | Parámetros climáticos promedio de Corrientes Aero (1991–2020) | Parámetros climáticos promedio de Corrientes Aero (1991–2020) | Parámetros climáticos promedio de Corrientes Aero (1991–2020) | Parámetros climáticos promedio de Corrientes Aero (1991–2020) | Parámetros climáticos promedio de Corrientes Aero (1991–2020) | Parámetros climáticos promedio de Corrientes Aero (1991–2020) | Parámetros climáticos promedio de Corrientes Aero (1991–2020) |
| Mes                                                           | Ene.                                                          | Feb.                                                          | Mar.                                                          | Abr.                                                          | May.                                                          | Jun.                                                          | Jul.                                                          | Ago.                                                          | Sep.                                                          | Oct.                                                          | Nov.                                                          | Dic.                                                          | Anual                                                         |
| ------------------------------------------------------------- | ------------------------------------------------------------- | ------------------------------------------------------------- | ------------------------------------------------------------- | ------------------------------------------------------------- | ------------------------------------------------------------- | ------------------------------------------------------------- | ------------------------------------------------------------- | ------------------------------------------------------------- | ------------------------------------------------------------- | ------------------------------------------------------------- | ------------------------------------------------------------- | ------------------------------------------------------------- | ------------------------------------------------------------- |
| Temp. máx. abs. (°C)                                          | 40.5                                                          | 40.7                                                          | 40.6                                                          | 37.2                                                          | 34.6                                                          | 34.1                                                          | 33.0                                                          | 36.4                                                          | 43.3                                                          | 43.5                                                          | 42.0                                                          | 40.7                                                          | 43.5                                                          |
| Temp. máx. media (°C)                                         | 33.0                                                          | 32.0                                                          | 30.5                                                          | 27.3                                                          | 23.4                                                          | 21.4                                                          | 21.2                                                          | 23.8                                                          | 25.8                                                          | 28.1                                                          | 29.7                                                          | 31.9                                                          | 27.3                                                          |
| Temp. media (°C)                                              | 26.9                                                          | 26.1                                                          | 24.5                                                          | 21.6                                                          | 18.0                                                          | 16.1                                                          | 15.2                                                          | 17.1                                                          | 19.1                                                          | 22.1                                                          | 23.8                                                          | 26.0                                                          | 21.4                                                          |
| Temp. mín. media (°C)                                         | 21.6                                                          | 21.1                                                          | 19.7                                                          | 17.2                                                          | 13.7                                                          | 12.0                                                          | 10.4                                                          | 11.6                                                          | 13.6                                                          | 16.8                                                          | 18.0                                                          | 20.5                                                          | 16.3                                                          |
| Temp. mín. abs. (°C)                                          | 12.7                                                          | 12.3                                                          | 7.9                                                           | 3.9                                                           | -0.4                                                          | -1.2                                                          | -0.6                                                          | -1.7                                                          | 1.6                                                           | 2.8                                                           | 7.2                                                           | 11.4                                                          | -1.7                                                          |
| Precipitación total (mm)                                      | 179.5                                                         | 152.2                                                         | 155.2                                                         | 170.8                                                         | 87.8                                                          | 65.3                                                          | 32.2                                                          | 40.3                                                          | 60.3                                                          | 153.8                                                         | 184.8                                                         | 172.9                                                         | 1455.1                                                        |
| Días de precipitaciones (≥ 0.1 mm)                            | 9.0                                                           | 8.9                                                           | 8.2                                                           | 9.0                                                           | 8.1                                                           | 7.6                                                           | 5.5                                                           | 5.4                                                           | 7.2                                                           | 10.4                                                          | 9.6                                                           | 9.4                                                           | 98.4                                                          |
| Horas de sol                                                  | 288.3                                                         | 240.1                                                         | 232.5                                                         | 201                                                           | 195.3                                                         | 162                                                           | 195.3                                                         | 204.6                                                         | 189.0                                                         | 217                                                           | 267.0                                                         | 279                                                           | 2666.3                                                        |
| Humedad relativa (%)                                          | 71.6                                                          | 74.1                                                          | 76.6                                                          | 78.8                                                          | 80.3                                                          | 80.4                                                          | 75.2                                                          | 70.0                                                          | 68.5                                                          | 72.1                                                          | 70.7                                                          | 71.2                                                          | 74.1                                                          |
| Fuente: Servicio Meteorológico Nacional                       |                                                               |                                                               |                                                               |                                                               |                                                               |                                                               |                                                               |                                                               |                                                               |                                                               |                                                               |                                                               |                                                               |

## Demografía
Según el Censo Poblacional de 2010 el Departamento Capital tenía una población de 356.314 habitantes (184.853 mujeres y 171.461 varones) incluyendo los barrios Esperanza y los poblados de San Cayetano, Laguna brava, Santa Ana y Riachuelo.
La ciudad en sí cuenta con 346 334 habitantes (Indec, 2010), lo que representa un incremento del 10,1% frente a los 314 546 habitantes (Indec, 2001) del censo anterior.
| Gráfica de evolución demográfica de Corrientes entre 1869 y 2010 |
|                                                                  |
| Fuente: Censos nacionales del INDEC                              |

## Trazado urbano

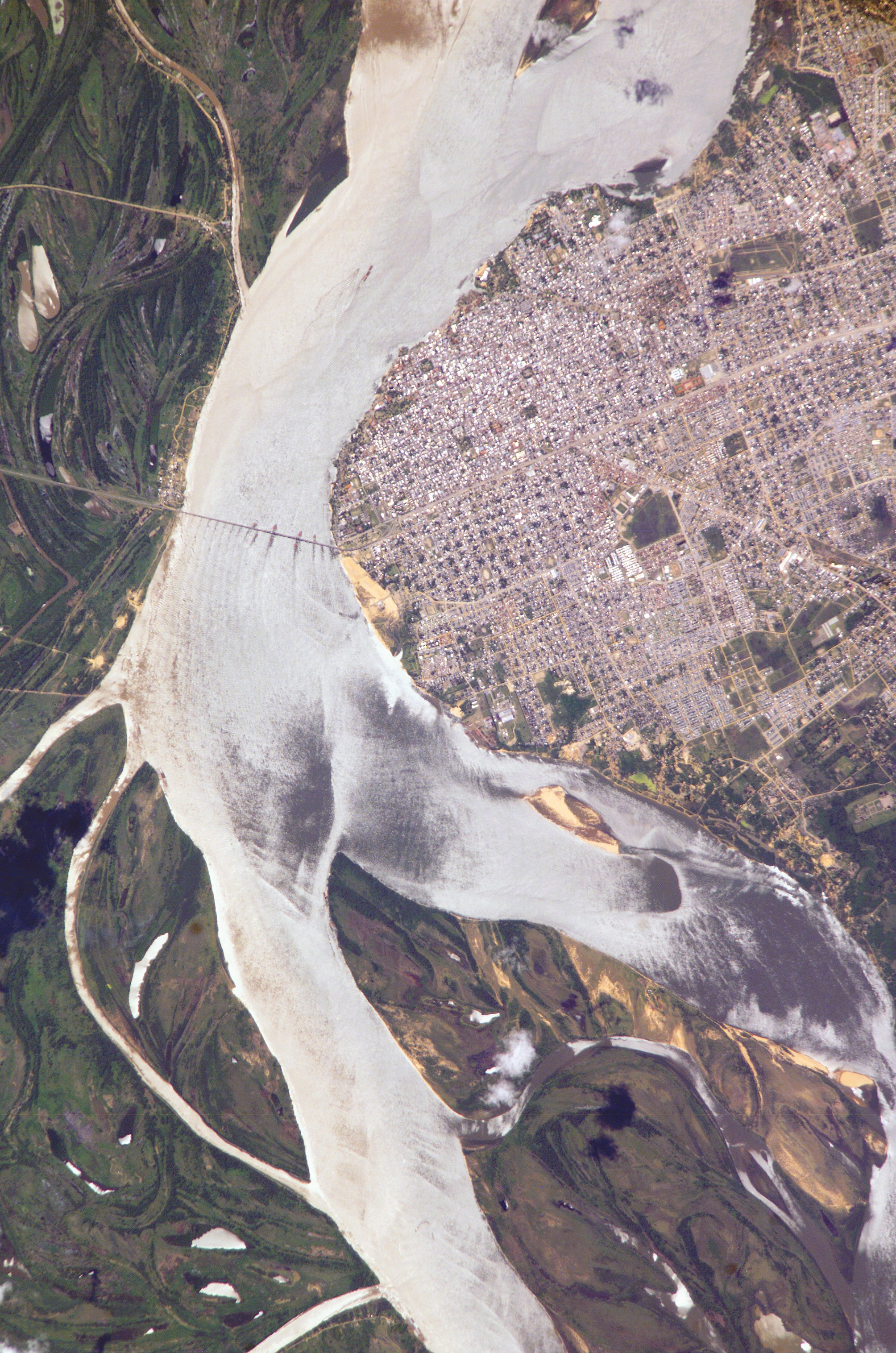
Vista satelital de la ciudad de Corrientes.

Corrientes conserva el trazado, de estilo español, con calles angostas y un casco fundacional. La arquitectura desde la fundación de la ciudad, hasta el siglo XVIII, se caracterizó por construcciones modestas hechas de barro, arcilla y madera, de baja altura y por corredores externos adecuados para que circule el aire, afirmado por el historiador Fernando González Azcoaga. “Las estructuras se mantuvieron hasta el siglo XVIII cuando se introdujo la piedra, que era muy escasa en esta zona, como material de construcción. A partir de fines del 1700 se comienza a copiar los modelos de Europa (arquitectura francesa e italiana) y se deja de lado las construcciones coloniales”, afirma González Azcoaga. Un dato resaltado por el experto fue que la primera casa de dos pisos fue construida en 1798.
“Los barrios patricios se circunscribieron a los alrededores de la Plaza 25 de Mayo y hasta 1960, cuando se comenzaron a construir edificios en altura, las iglesias fueron las construcciones más elevadas e importantes de la ciudad”, indicó el historiador.

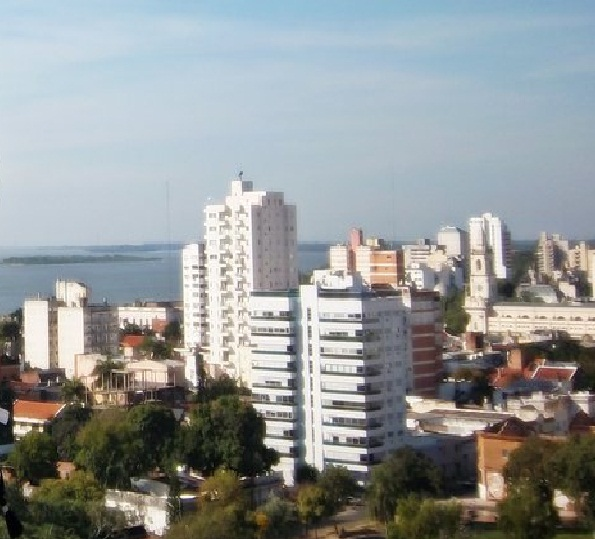
Panorama urbano con el río Paraná de fondo.

Muy relacionado con el aspecto histórico aparece la perspectiva urbana y las transformaciones que sufrió la ciudad en las últimas décadas. “Los límites de Corrientes estaban establecidos hace 50 años por la avenida Teniente Ibáñez, y hacia las afueras se presentaba el sector industrial y productivo, pero la demanda habitacional y el crecimiento de la ciudad hicieron que posteriormente esos límites quedaran absorbidos por el trazado urbano”, explicó la arquitecta Silvina López.
“Con el funcionamiento del Instituto de Viviendas de Corrientes (Invico), a partir de 1978, se comenzó a ejecutar grandes planes habitacionales, como por ejemplo las 1000 viviendas, y en este caso se refleja la magnitud de las obras y la necesidad de la población”, enfatizó la arquitecta. 
“En el desarrollo urbano surgieron detalles que no fueron tenidos en cuenta a lo largo de la expansión ciudadana, como la ubicación geográfica de la ciudad: al estar rodeada por el río, Corrientes no puede expandirse radialmente y solamente lo hace en otras direcciones, limitada por el aeropuerto hace el este, lo que debería haber implicado otra manera de suministrar los servicios básicos, como transporte, recolección de residuos y cloacas, televisión y telefonía”, explicó López.

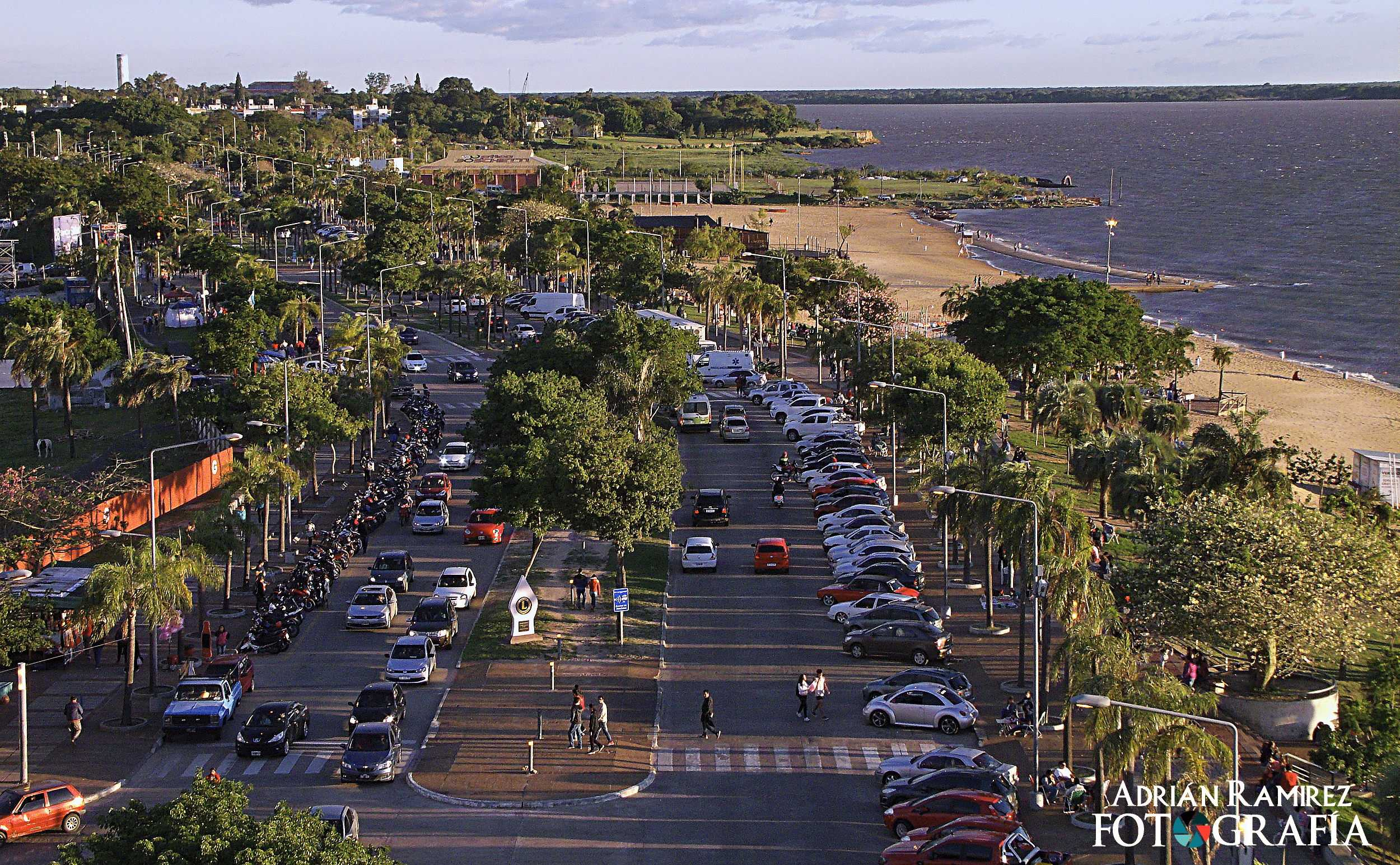
Vista aérea hacia la playa Arazaty

“La planificación urbana debe aspirar a que todos los ciudadanos puedan acceder de forma equitativa a los servicios públicos, pero con la falta de previsión se seguirán construyendo barriadas cada vez más alejadas. Eso se debe a que falta delimitar las áreas urbanas y rurales para la construcción y crecimiento de la ciudad”, agregó la especialista.

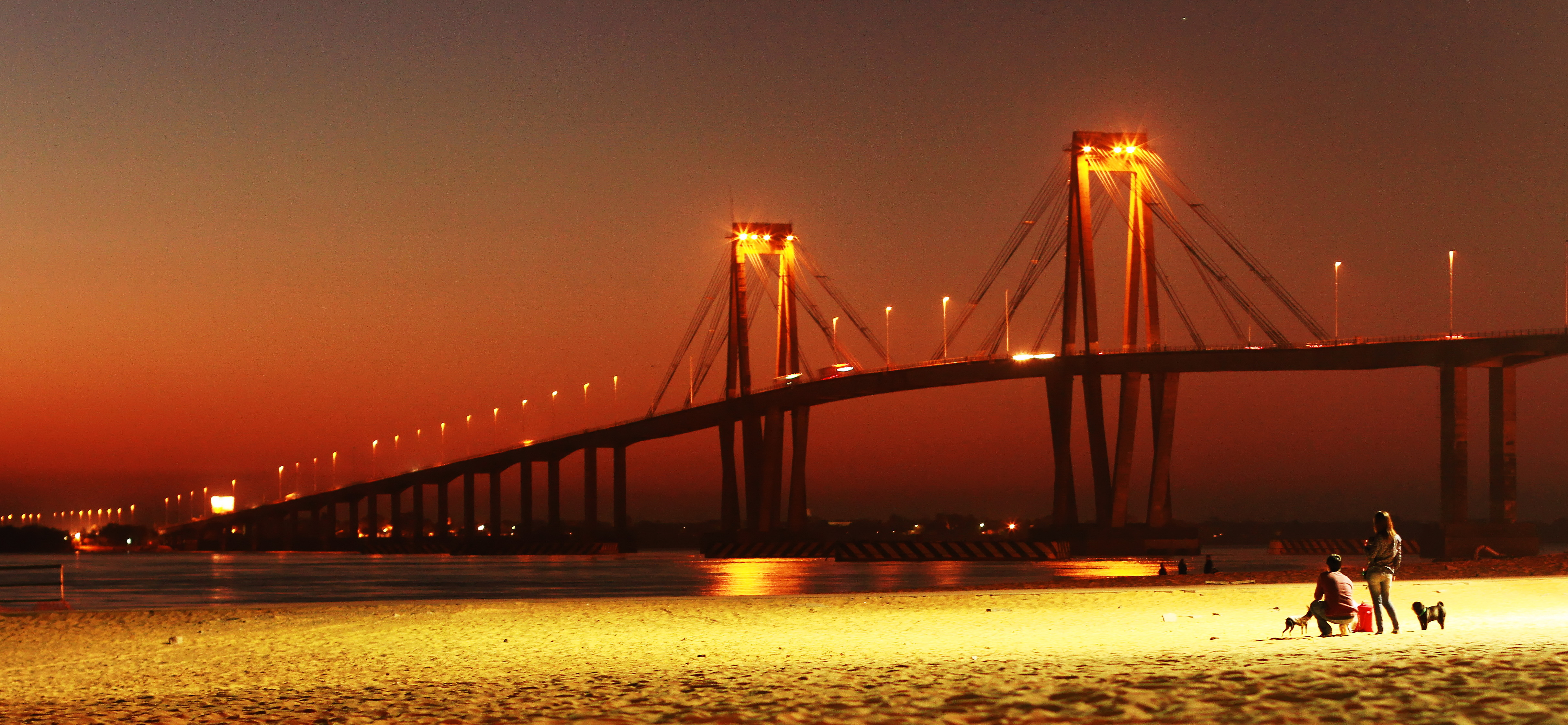
Puente General Belgrano al atardecer.

“Es muy difícil mejorar la falta de planificación existente, porque a medida que crezca la ciudad se necesitarán crear viviendas en lugares más alejados, con dificultades en la provisión de los servicios básicos". En la actualidad el crecimiento de la ciudad se da hacia el sur, a lo largo de la avenida Maipú, que representa una de las entradas a la ciudad o bien, más allá de la Ruta 12, en cercanías de la rotonda de la virgen de Itati; extendiéndose hacia la localidad de laguna brava, la situación se ve agravada por la marcada falta de construcción de viviendas y los altos precios de alquileres en los últimos años, que dio paso a construcción de muchas torres. El crecimiento desorganizado obligó a una reestructuración del trazado urbano consistente en el traslado de algunos edificios y locales, como es el caso del Mercado de frutas y verduras, las discotecas y pubs fuera del centro de la ciudad, medidas que fueron marcando el comienzo de una época de cambios donde las peatonales tomaron el carácter netamente comercial además de unir avenidas principales mediante tramos asfaltados y la reubicación de restaurantes situados sobre la ribera. Se espera que en los próximos años se puedan reubicar los edificios de la administración pública, se concrete la semaforización y reducción de tráfico en las rutas que conforman los límites de la ciudad de corrientes, tanto como la construcción efectiva de los proyectos de miles de viviendas en pos de una mejora en la habitabilidad,a través del equilibrio en el trazado urbano, buscando calidad de vida y mejores servicios de la comunidad. Sin duda estas obras representan el futuro y despegue de Corrientes, hoy todavía en desventaja comparando con otras ciudades capitales.

### Barrios
Los nombres de los distintos barrios son:
- 17 de Agosto
- 3 de Abril
- 9 de Julio
- 25 de Mayo
- 215 Viviendas
- 1000 Viviendas
- Aldana
- Alta Gracia
- Anahí
- Antártida Argentina
- Apipé
- Arazaty
- Ayuda Mutua
- Bancario
- Bañado Norte
- Barrio Nuevo
- Belgrano
- Berón de Astrada
- Cacique Canindeyú (Las Tejas)
- Camba Cuá
- Canal 13
- Catamarca
- Centro
- Cichero
- Ciudad de Arequipa
- Ciudad de Estepa
- Ciudades Correntinas
- Co.De.Pro
- Collantes (Barrio Jardín)
- Colombia Granaderos
- Concepción
- Cremonte
- Cristóbal Colón
- Deportes
- Docente
- Dr. Luis Federico Leloir
- Dr. Montaña
- Dr. Nicolini
- Esperanza
- Ferré
- Flier
- Fray José de la Quintana
- Galván
- Gral. Güemes
- Gral. San Martín
- Hipódromo
- Independencia
- Industrial
- Irupé
- Islas Malvinas
- Itatí
- Jardín
- José María Ponce
- Juan de Vera
- Juan XXIII
- La Cruz
- La Olla
- La Rozada
- Laguna Soto
- Laguna Brava
- Laguna Seca
- Las Rosas
- Las Tejas
- Libertad
- Loma Linda
- Loma Alta
- Lomas
- Lomas del Mirador
- Luz y Fuerza
- Madariaga
- Molina Punta
- Néstor Kirchner
- Ntra. Sra. de Asunción
- Ntra. Sra. de Guadalupe
- Ntra. Sra. de Pompeya
- Ongay
- Paloma de la Paz
- Parque Cadenas
- Parque Ing. Serantes
- Pío X
- Piragine Niveyro
- Pirayuí
- Plácido Martínez
- Popular
- Primera Junta
- Progreso
- Pueblito Buenos Aires
- Pujol
- Quinta Ferré
- República de Venezuela
- Residencial Santa Rosa
- Río Paraná
- San Antonio
- San Benito
- San Gerónimo
- San Ignacio
- San Jorge
- San José
- San Marcelo
- San Marcos
- San Martín
- San Roque
- Santa Fe
- Santa María
- Santa Rita
- Santa Rosa
- Santa Teresita
- Sapucay
- Sargento Cabral
- Sector Golf (Laguna Soto)
- Serantes
- Sur
- Tambor de Tacuarí
- Unión
- Universitario
- UNNE - Campus Universitario
- UNNE - Eragia
- Víctor Colas
- Villa Celia
- Villa Chiquita
- Villa García
- Villa Patono
- Villa Raquel
- Virgen de los Dolores
- Yapeyú

## Historia

### Fundación y época colonial
En 1516, Juan Díaz de Solís encabezó la primera expedición al área habitada por aborígenes guaraníes, pero falleció en dicha empresa. Sebastián Gaboto estableció en 1527 el fuerte Sancti Spiritu en el nacimiento del río Paraná, y en 1536,  Pedro de Mendoza alcanzó a llegar más allá del norte de la cuenca del río, buscando las Sierras de Plata. 
Finalmente la ciudad de Corrientes fue fundada el 3 de abril de 1588  por el adelantado Juan Torres de Vera y Aragón con el auxilio de Alonso de Vera y Aragón, llamado el tupí, y Hernando Arias de Saavedra; Hernandarias. Tan solo tres años después de la fundación de "Concepción de Buena Esperanza" o "Concepción del Bermejo" por un sobrino del fundador, Alonso de Vera y Aragón y Calderón en el territorio actual de la Provincia del Chaco. El adelantado necesitaba hacerlo para cumplir las capitulaciones de su cargo. Fue fundada como estación de paso entre Asunción y Buenos Aires. Torres de Vera y Aragón no permaneció en la nueva fundación, ya que siguió viaje a España para lograr la ratificación de su cargo, como anécdota, vale citar que fue una de las pocas ciudades fundada por él.
El nombre original de la ciudad, en 1588, fue de "Ciudad de Vera de las Siete Corrientes", al que, un siglo después, se le agregó San Juan (San Juan Bautista) que fue uno de los santos escogidos por los fundadores para proteger a la ciudad, que finalmente se transformó en el apócope Corrientes. Su fundador le dio el nombre de Ciudad de Vera, el que consta en el acta de fundación.
Pensada como escala entre Asunción y Buenos Aires, para dotar de mejor respaldo a la colonización de las tierras que se extienden entre el Río de la Plata y el Paraguay, se escogió para su ubicación el puerto natural provocado por el cambio de recorrido del Paraná, cuyo curso vira hacia el sur en ese punto. escenario escogido para lugar fundacional. 
Las siete Corrientes hacen referencia a la peculiar geografía de su costa, marcada por siete puntas de piedra o penínsulas que penetran en el río, provocando fuertes corrientes que dificultan la navegación. Su privilegiada ubicación, así como la elevación del terreno, que la protege de las inundaciones, a diferencia de la vecina Resistencia, la convirtió en una plaza importante durante la época colonial.
La relación con los nativos guaraníes que habitaban la zona fue ambigua desde un comienzo; el núcleo poblacional de los fundadores estaba constituido en su mayoría por mestizos criollos procedentes de Asunción, afines por cultura y educación con la lengua guaraní y sus costumbres. Sin embargo, procedían de tribus enemistadas con los locales que habitaban las lomadas cercanas, a los que el desafío de los conquistadores provocó a continuos ataques. La principal edificación de la temprana ciudad fue el fortín de madera, y presenció reiterados enfrentamientos hasta que la Real Cédula dictada por Felipe III el 30 de enero de 1609 dio lugar a la más gentil y eficaz penetración de las reducciones jesuíticas. 
Uno de estos episodios dio lugar a la leyenda de la "Cruz de los Milagros", (la Cruz del Milagro es venerada en Corrientes), cuya réplica se encuentra en la iglesia La Cruz en la ciudad. El hecho sucedió el 3 de mayo de 1588, el milagro de la cruz sucedió y si bien tal vez nunca se pueda probar fehacientemente, este contribuyó notablemente para que la fundación prosperara. Bien puede haber sido que la Cruz erigida en medio del campo raso cual gigantesco pararrayos atrajera un rayo y como para los guaraníes representaba a los dioses de los conquistadores que querían destruir, la caída de este dio lugar a lo que más tarde se conoció como el milagro de la Cruz. Otra versión (citada por Mantilla) alude a que los nativos, que veían a la cruz como un elemento de poder, intentaron quemarla, pero fueron muertos varios de ellos mediante disparos de arcabuz efectuados por los españoles. Los guaraníes atribuyeron estos fuertes ruidos y fogonazos a supuestos truenos y relámpagos.
En la década de 1620 la ciudad contaba con unos cuarenta vecinos, y una población total de unos 200 o 300 habitantes. En 1630, se introducen esclavos negros.
Los fundantes del asentamiento hablaban guaraní y castellano, en ese orden de preferencia. Las familias españolas que llegaron a partir del tercer año de la fundación adquirieron bien pronto el guaraní y mestizos y con más razón sus mismos hijos, ya nacidos aquí, que fueron bilingües desde la infancia. Estos elementos étnicos y lingüísticos son formativos de la primitiva sociedad correntina. Como resultado de la fusión de españoles y de indios, aparece en la población modalidades y rasgos que distinguen a la sociedad, se hablaban indistintamente dos idiomas: Castellano y Guaraní. La violencia empleada por los españoles para dominar a los pueblos originarios resultó contraproducente y perjudicial para el desenvolvimiento pacífico de la vida del territorio. Fundada la ciudad y ocupadas las comarcas vecinas, las relaciones pacíficas entre los conquistadores y los indios guaraníes que las poblaban no se prolongó por mucho tiempo.
El período de conquista y colonización infiltró belicosidad en los correntinos. En 1763 el movimiento de comuneros del Paraguay tuvo una repercusión en Corrientes, donde se formaron los "comuneros correntinos", quienes querían desprenderse del gobierno central.

### Época independiente

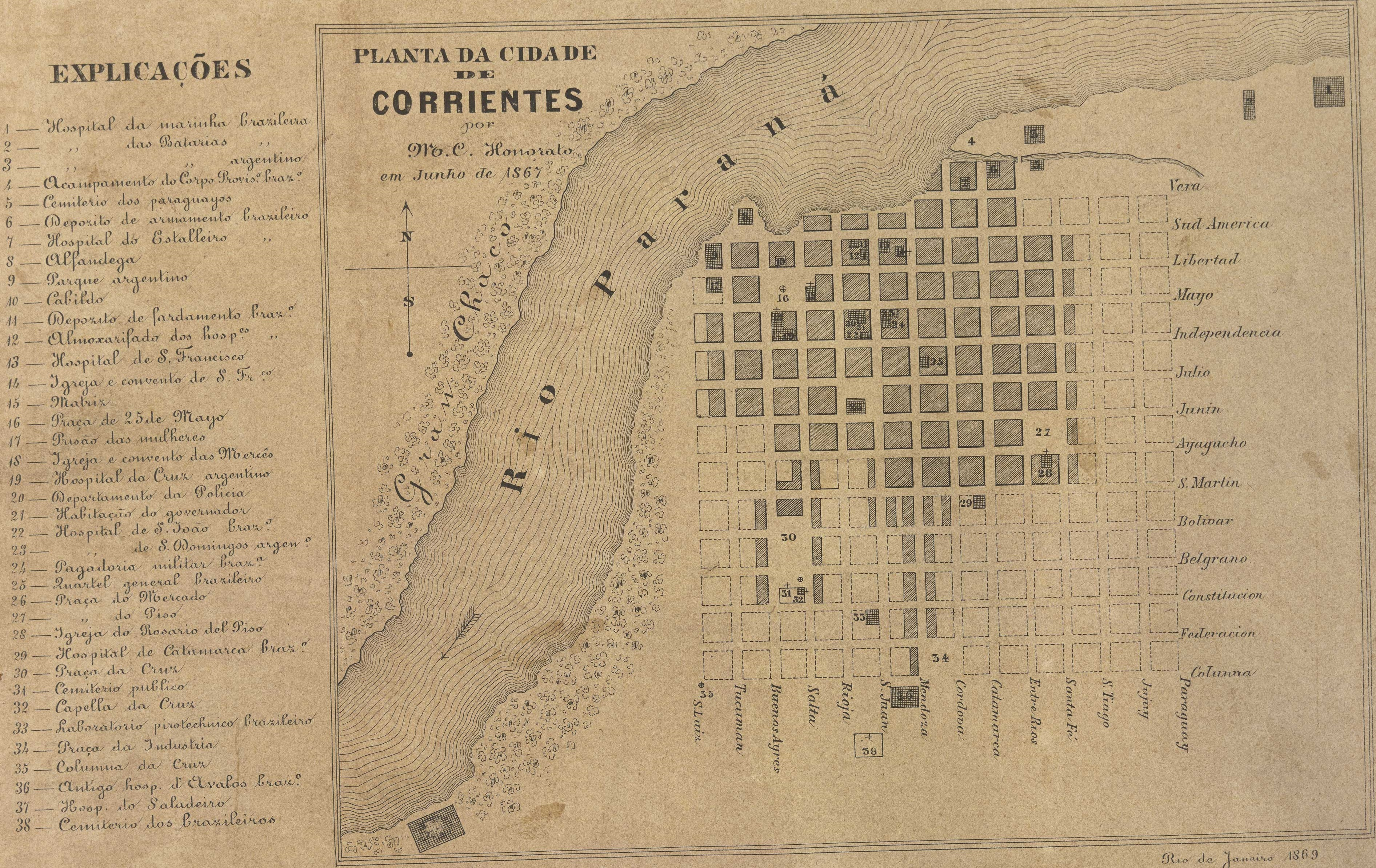
Planta de la ciudad de Corrientes (1867).

- 1807, Corrientes da la primera prueba de heroísmo, contribuyendo a la defensa de Buenos Aires ante las invasiones inglesas, con el Cuerpo de Cazadores Correntinos.
- En 1818, la ciudad es ocupada por Andrés Guazurary, que estaba al frente de los indios de las misiones. Posteriormente será incorporada a la República de Entre Ríos.
- A mediados de 1820, Corrientes recupera su libertad gracias al levantamiento encabezado por Lucio Norberto Mansilla contra Ricardo López Jordán (padre).
- 11 de diciembre de 1821 durante el gobierno de Juan José Fernández Blanco, se dictó la primera Constitución de la provincia de Corrientes. Fue Pedro Ferré su primer gobernador constitucional, y quien introdujo en 1826 el papel moneda. Ambos crean la bandera de Corrientes, que resulta ser la segunda en el país, después de la nacional.
- 28 de diciembre de 1839 el gobernador Genaro Berón de Astrada, autorizado por el Congreso provincial, declara la guerra a Juan Manuel de Rosas. El 31 de marzo las tropas rosistas vencen a las correntinas y Berón de Astrada es martirizado y ejecutado en la Batalla de Pago Largo. Pascual Echagüe se apodera de Corrientes. Con la piel de la espalda de Astrada es fabricada una "manea" que fue obsequiada al dictador Rosas.
- El 28 de enero, Corrientes declara nuevamente la Guerra a Rosas, pero Manuel Oribe, al frente de 9000 hombres, derrota a los correntinos en la batalla de Arroyo Grande. La provincia se desquita luego con la gran victoria de Caá Guazú, cuando el general José María Paz batió a las tropas entrerrianas que respondían a Rosas.
- 1852 el ejército de Justo José de Urquiza y fuerzas correntinas, encabezadas por el general Benjamín Virasoro, gobernador de Corrientes, (más contingentes uruguayos y brasileños) derrotan completamente al ejército de Rosas en la batalla de Caseros. El dictador huye en un barco inglés y se refugia en Inglaterra hasta su muerte.
- 24 de abril de 1855, bajo el gobierno de Juan Pujol, se establece el régimen municipal.
- 25 de abril del mismo año se instaló el Congreso General Constituyente, y el 12 de octubre se sancionó la nueva Constitución provincial.

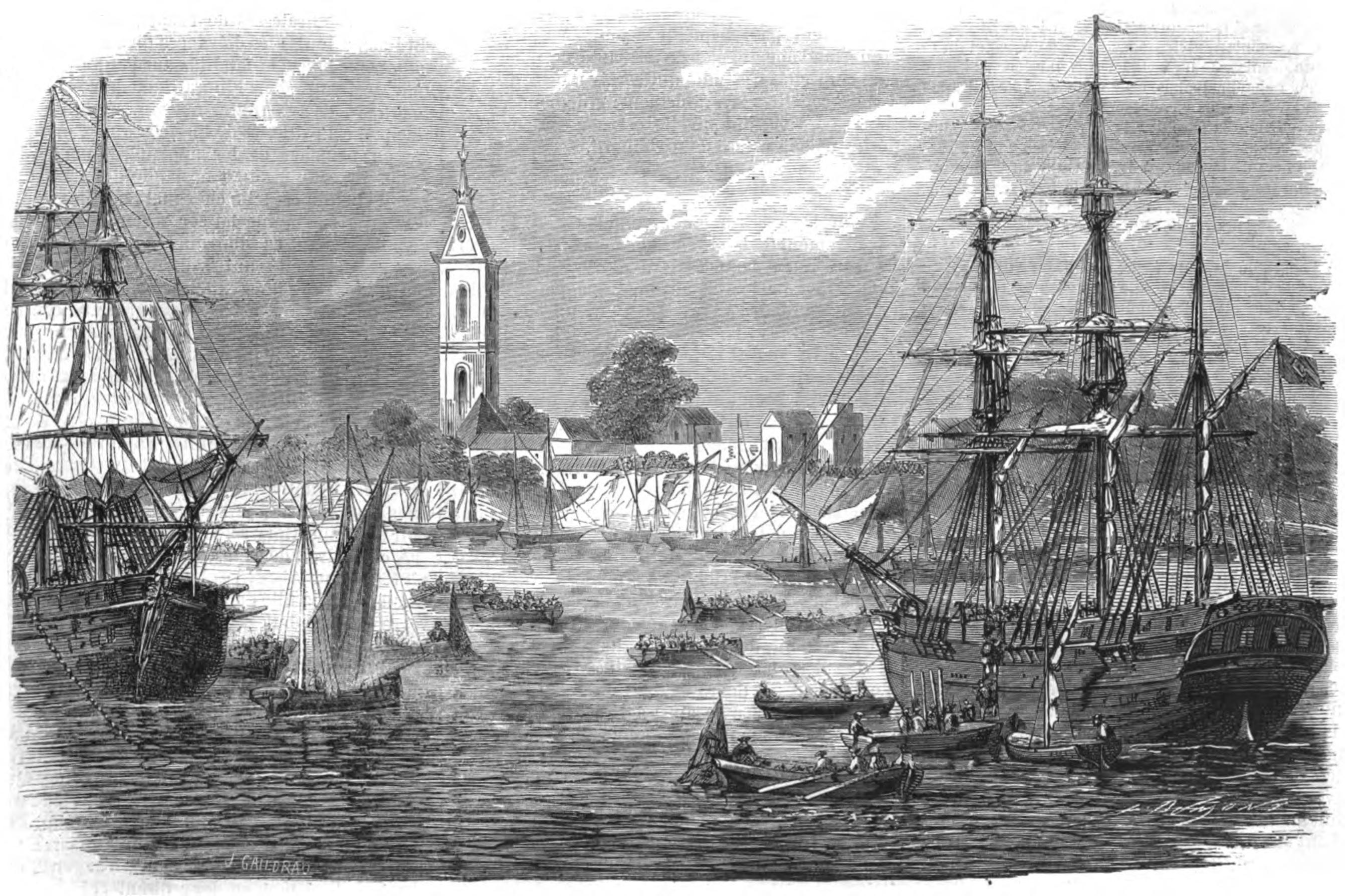
Llegada de los refuerzos brasileños a la ciudad de Corrientes para el ejército de operaciones.

- 15 de abril de 1865 se produce la invasión paraguaya de Corrientes. Escuadra y ejército toman la ciudad de Corrientes. Las milicias correntinas defendieron la provincia con armas compradas por cada combatiente hasta que Buenos Aires envió tropas. La batalla naval del Riachuelo, la batalla del Ombú y la batalla de Yatay, ocurridas en territorio correntino, obligan a la retirada de las fuerzas paraguayas a fines de octubre. Las tropas paraguayas, al retirarse, llevaron miles de cabezas de ganado y secuestraron a las esposas de seis funcionarios principales que retornaron a la ciudad unos años después. La Guerra con el Paraguay se extendió hasta 1870.
- 1889 asume a la gobernación Don Gervasio J. Ruiz. Continúan los golpes revolucionarios hasta que sube al gobierno Valentín Virasoro, quien inicia una etapa de sucesiones pacíficas, mientras que los partidos Liberal y Autonomista se suceden entre grandes tensiones y luchas políticas.
- 1909 los dos partidos se coaligan desde la segunda mitad del siglo XIX, se fundaron numerosos pueblos y colonias, que poblaron definitivamente la provincia.
- 1961: se inaugura el aeropuerto Dr. Fernando Piragine Niveyro.
- 1969: estalla el Correntinazo, un movimiento estudiantil que fue reprimido brutalmente, que luego dio pie al "Cordobazo".
- 1973: se inaugura el Puente General Manuel Belgrano, que une a Corrientes con la vecina ciudad de Resistencia, al otro lado del río.
- 1983: graves inundaciones provocadas por la creciente del Río Paraná causan estragos y miles de evacuados.
- 1999: grave situación política y económica que derivó en una intervención federal (la 4.ª intervención en 10 años), tras un estallido social, caracterizado por la presencia de dos gobernadores paralelos, 5 meses de sueldos adeudados, huelgas, cortes de ruta y puentes, represión masiva por parte de fuerzas nacionales y varios muertos y heridos.
- 2014: creación de bandera correspondiente para la ciudad. Ordenanza N.º 6.074 del 29 de abril, promulgada por la resolución N°1019 del Ejecutivo municipal.

## Religiones

### Libertad de culto
Al igual que en todo el país, la libertad de culto del habitante correntino está garantizado por el Artículo 14 de la constitución Nacional, aunque el Estado reconoce un carácter preeminente a la Iglesia católica que cuenta con un estatus jurídico diferenciado respecto al del resto de iglesias y confesiones. 

### Principales seguidores
Según la encuesta proporcionada por el CONICET respecto a la situación religiosa de acuerdo a las diferentes regiones argentinas en 2008, Corrientes, al ser parte de la región Noreste, la religión católica es del 84,0% de la población, siendo la segunda región más católica. No obstante también es la segunda región más evangélica 11,8%.
La mayor parte de los correntinos capitalinos se declaran profesantes de la religión católica.
Los patronos de la ciudad son la Virgen de la Merced (24 de septiembre); Virgen de Itatí (9 de julio) (patrona provincial), el aniversario de la Coronación (16 de julio) y la fiesta de la  Cruz de los Milagros (3 de mayo). El Cabildo nombró y juró solemnemente a Nuestra Señora de las Mercedes, patrona de la ciudad, el 13 de septiembre de 1660, haciéndole votos de celebrar su fiesta con novena y procesión de la imagen por las calles, votos que se volvieron a ratificar.
El 24 de septiembre de 1960, la Legislatura provincial sancionó la Ley n.º 2117 en oportunidad de cumplirse el tercer centenario del primer voto, reconociéndola “Patrona de la ciudad y sus contornos, quedando la obligación de este gobierno de celebrarla cada año solemnemente”. Es la Madre de la Misericordia, Virgen Redentora, es la Madre de Jesús que escuchó el gemido del cautivo cristiano y se hizo “merced”, asociada a la misión de su Hijo, para devolver la verdadera libertad y dignidad a los hombres.
Siendo un importante aglomerado urbano del país, también hay presencia evangélica, santos de los últimos días ("SUD" o "mormones"), judía y musulmana.

## Atractivos

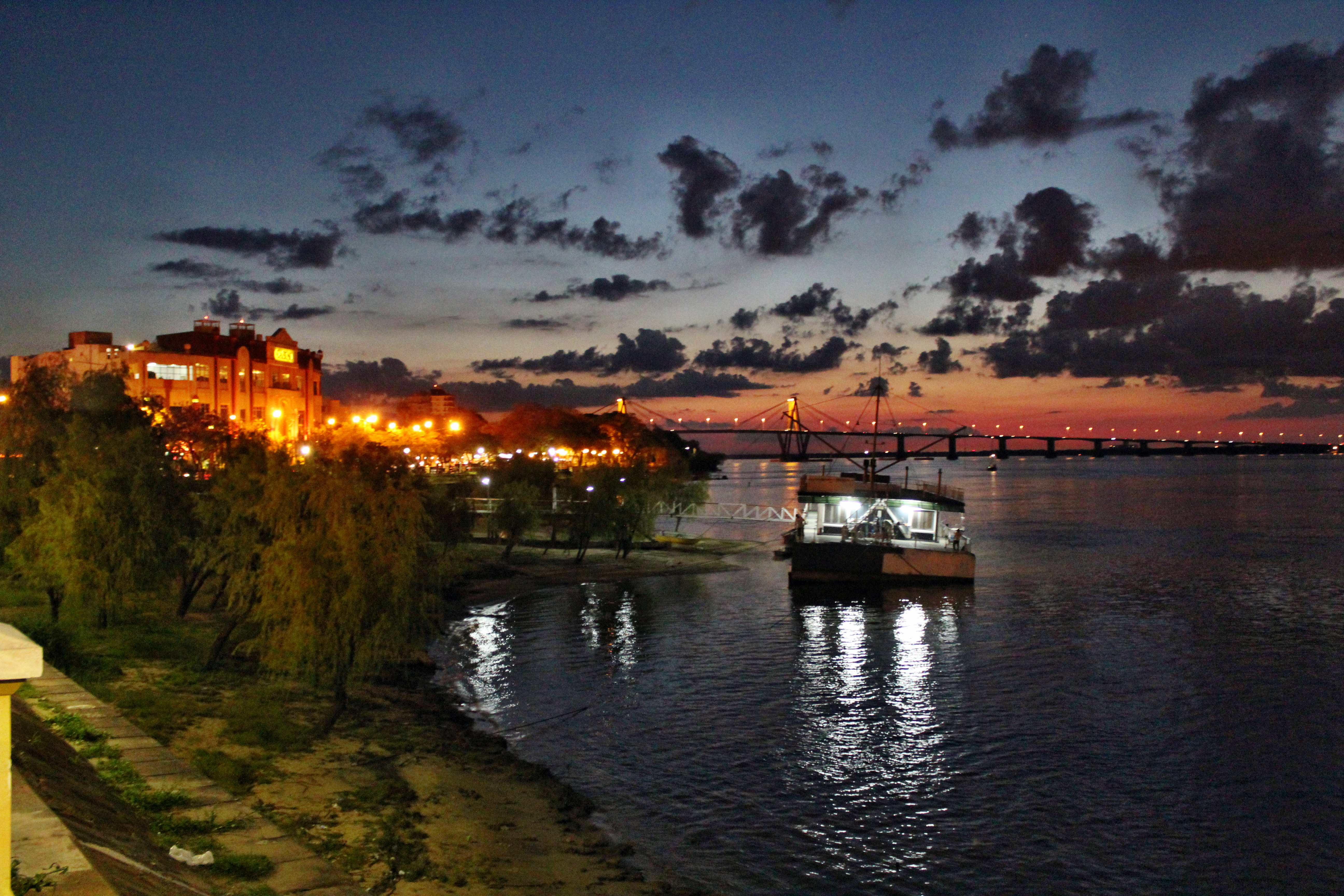
El río Paraná visto desde la Costanera correntina.

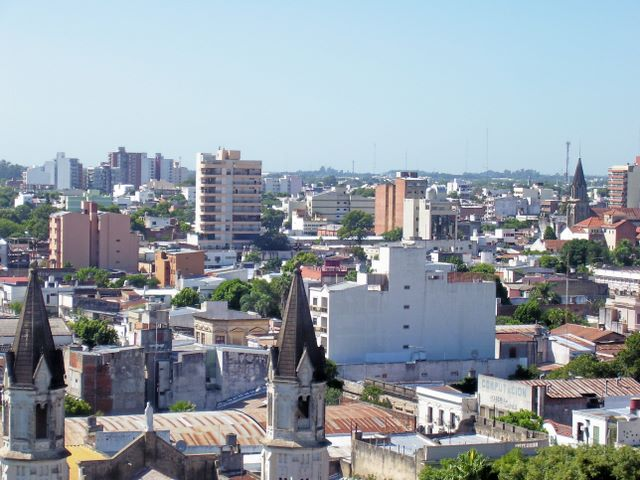
Vista de un sector de la ciudad.

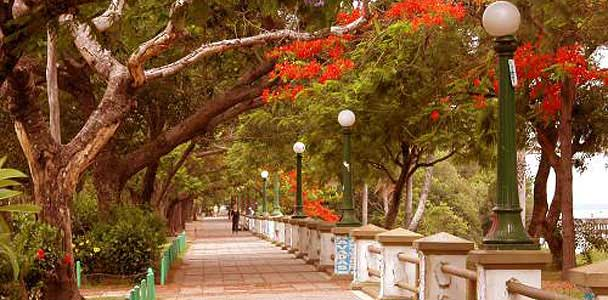
Costanera.

Sede de facultades con más de 40 carreras universitarias, pertenecientes a la UNNE, da lugar a gran actividad estudiantil. Actualmente se cuenta también, con numerosos Institutos Superiores que dictan carreras de formación docente y técnicas, del ámbito estatal y privado.  Corrientes es una ciudad en pleno crecimiento con una identidad muy fuerte arraigada en sus tradiciones. Cuenta con un distintivo casco histórico, que conserva numerosas casas de arquitectura colonial y muchas iglesias. Entre sus principales atractivos se incluyen:

### Arquitectura

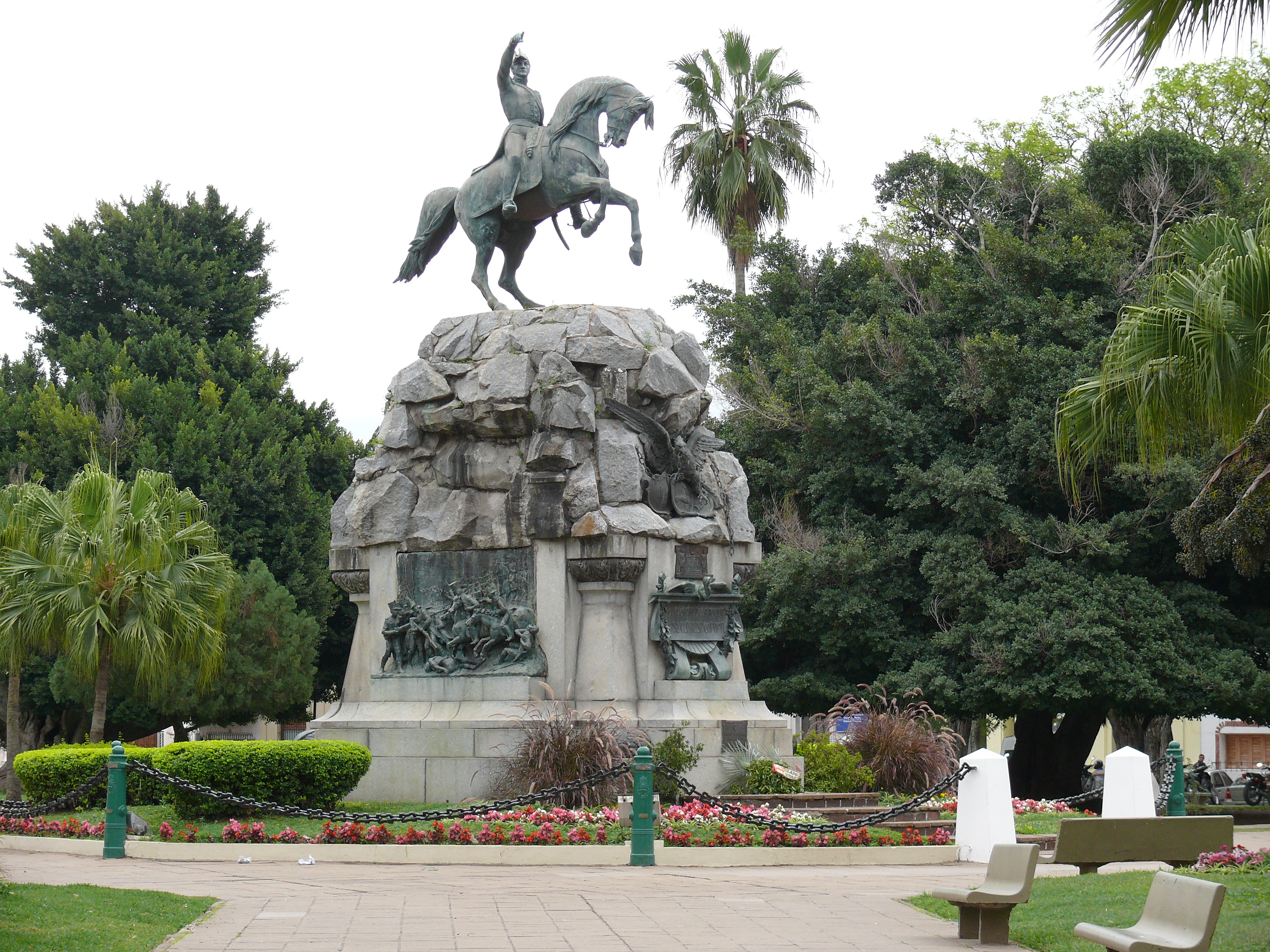
Monumento a San Martín en plaza 25 de Mayo.

- Centro cívico de Corrientes, conjunto de edificios que rodean a la plaza Cívica 25 de Mayo, entre los que se destacan: Jefatura de Policía, edificio del 1900 erguido donde antes se encontraba el cabildo; Casa de gobierno y Legislatura, edificio erguido donde antes se hallaba la iglesia mayor; Rectorado de la Universidad Nacional del Nordeste; Palacio de Rentas de la Provincia; iglesia de la Merced, promovida, financiada y construida por los propios ciudadanos.

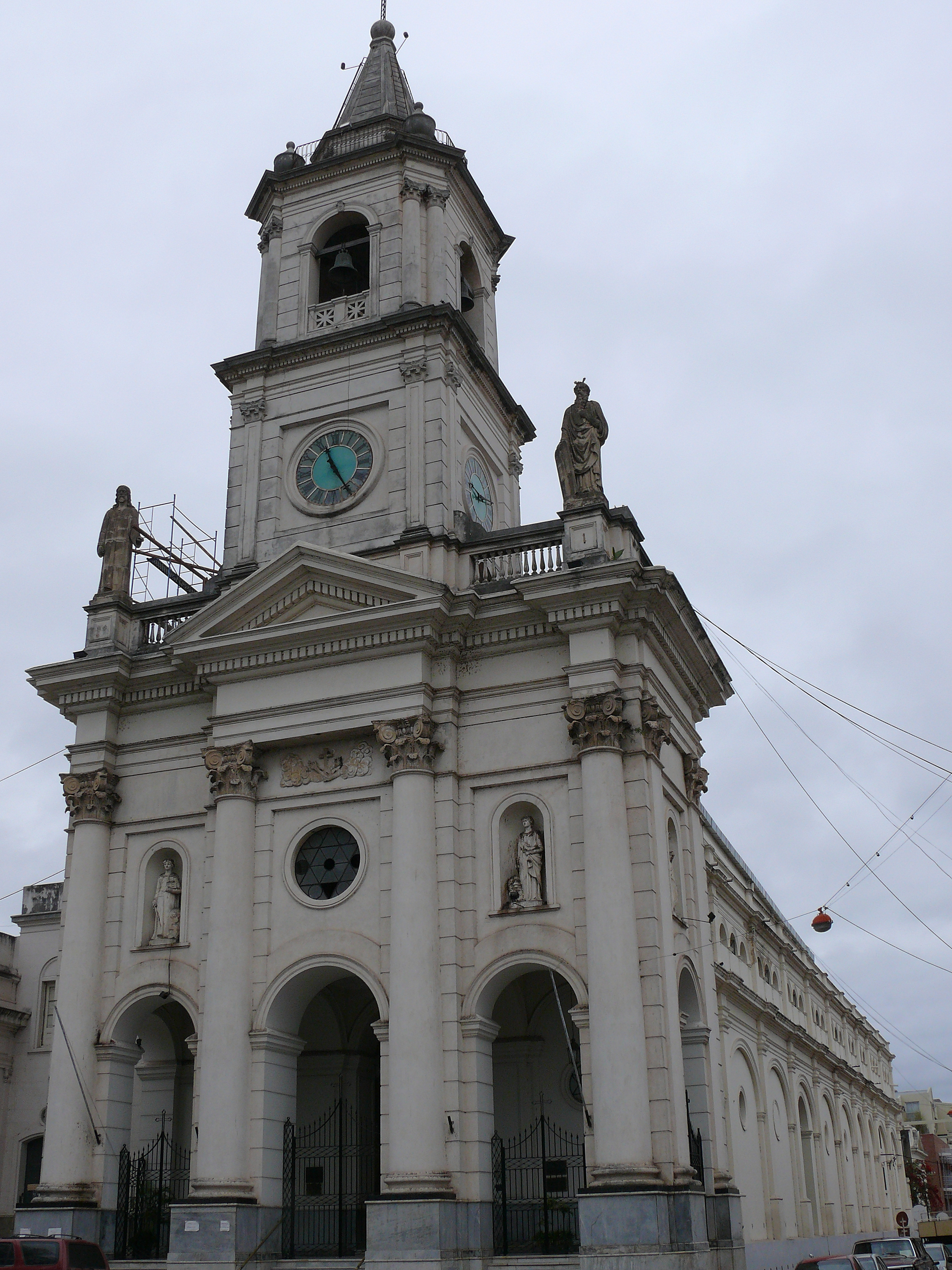
Iglesia La Merced.

- La iglesia de la Cruz de los Milagros, que guarda como reliquia una cruz de madera supuestamente incombustible, cuya referencia se encuentra en el propio escudo de la provincia.
- El Convento de San Francisco, declarado Monumento Histórico Nacional en 1951.
- El Teatro Oficial «Juan de Vera», conocido simplemente como Teatro Vera, se destaca por su arquitectura, su acústica, y por ser el único edificio de su tipo en contar con una cúpula corrediza.
- El Museo Histórico Provincial «Tte. de gobernador Manuel Cabral de Melo y Alpoin».
- El Museo de Bellas Artes, antigua casa del Gobernador Juan Ramón Vidal.
- Casa Martínez, obra civil más antigua de la ciudad, sito en calle Quintana, donde funciona el Museo de Antropología y de Arqueología.
- El Archivo Histórico de la provincia de Corrientes.
- Escuela Centenario.
- Casa Lagraña, declarado Monumento Histórico Nacional, de la época de la Confederación.
- Museo de la Ciudad.
- Museo de Ciencias Naturales "Amado Bompland".
- Centro Cultural "Adolfo Mors".
- Casa Nalda, perteneciente a uno de los pioneros del comercio en la ciudad y propietario del ingenio azucarero Primer Correntino, Adriano Nalda, donde funciona hace años el Café-Bar "El Mariscal".
- Centro Cultural Flotante "Siete Corrientes".
- Centro Cultural Universitario de la UNNE.
- Casa de la Ecología, rodeada por el paseo de los artesanos, donde pueden encontrarse trabajos singulares sobre los más diversos materiales de la región.

### Plazas, paseos y monumentos
- Plaza 25 de Mayo, de su antiguo esplendor conserva la fuente. Fue "Campo de Marte" principal centro artillado de la provincia durante la época de la confederación. A su alrededor se encuentra el centro cívico, cuenta entre sus atractivos un monumento central frente a la iglesia de La Merced y el Palacio de Gobierno y Rectorado de la Universidad del Nordeste.
- Parque Mitre, rodeado de una arboleda importante como histórica, con paseos, murales, y clubes deportivos pista de skates, cancha de fútbol y mirador hacia el río, donde se ubica el monumento a Las Cautivas, allí funcionó el antiguo asiento de la batería provincial y segunda plaza fuerte en su defensa.
- Paseo Arazatí, ubicado al costado y bajada del Puente Belgrano justo frente al monumento de Alvear, creado por Lola Mora, podemos encontrar glorietas y pérgolas, una docena de murales, además de una obra de arte de 5 metros de altura, hecha con chatarra de hierro llamada "Homenaje al Mercosur". También puede observarse la columna conmemorativa de la fundación de Corrientes.
- Peatonal Junín, con bancos, faroles y glorietas es la principal arteria comercial. A lo largo de la peatonal se encuentran diversos negocios, cómodos cafés, bares y restaurantes. El centro comercial de Corrientes se extiende sobre las calles que cortan a Junín y una paralela que la secunda, la calle Yrigoyen.
- Plaza Cabral, situada frente a la iglesia catedral, indica el comienzo de la peatonal Junín, y luego en su cruce la prolongación con la calle Yrigoyen, y es además el nudo central del transporte de pasajeros que cuenta con paradas de taxis, remises y parquización de motocicletas. Caracterizado por una añosa arboleda, una fuente de aguas danzantes al costado del monumento central en homenaje al sargento Cabral, obras incluidas en la última remodelación con un sector de peatonal nueva, donde se realizan eventos varios y una zona de espacios verdes.
- Plaza Vera, una de las más pequeñas y más nuevas de la ciudad. Se emplaza en la ante última cuadra de la peatonal Junín, donde antes se encontraba el edificio del mercado municipal. Se destaca por ser centro de reunión de los jóvenes, de músicos callejeros, de esporádicos artistas urbanos y algunas presentaciones culturales. la suma de la exención de la plaza con la peatonal, convierte a este punto en la parte más ancha de la peatonal. Sobre ella convergen paradas de colectivos, más el frente con un hotel, el cruce de la calle San Juan, de gran movimiento cultural y una galería comercial.
- Murales, En toda la extensión de la ciudad, en particular entre las cuatro avenidas principales y sobre el costado del puente interprovincial, lo que le vale el nombre de Ciudad de los Murales, con diversos motivos entre los cuales se destacan indígenas, tradiciones del pueblo correntino, mitos guaraníes, entre otros, en un número superior a 45 ejemplares realizados por artistas correntinos que luego se expandieron a otras ciudades del país y del exterior.(Véase: Anexo:Circuito de los murales de Corrientes). Declarados patrimonio cultural de la ciudad.
- Paseo Italia, a media cuadra del puerto y unas pocas del centro comercial, se ubica este Pintoresco paseo con fuentes y pérgolas, donados por la colectividad italiana al costado de pequeñas cascadas donde encontramos el Gran mural con motivos de aborígenes y de la conquista, a la vez que podemos disponer de restaurantes a su alrededor.
- La naturaleza de la ribera del Paraná, sobre la cual se abre una ancha y arbolada avenida zigzagueante, popularmente conocida como "Costanera" tanto para autos como para caminantes bajo la sombra de sus lapachos florecidos para fines del invierno, desde donde son famosas sus postales al atardecer con un cálido y silencioso fondo del monte chaqueño tras el puente interprovincial con innumerables canciones dedicadas a esta placentera actividad contemplativa que invita a permanecer en compañía mediante buenos mates y disfrutando de una comida típica como el chipá, mientras se pueden disfrutar de paseos aeróbicos al aire libre y apreciar la calma del río vistoso en cualquiera de sus puntas o bajadas.
- Parque Camba Cuá, con varias hectáreas parquizadas, es uno de los más grandes de la ciudad, ubicado en uno de los barrios más antiguos. En él pueden encontrarse una sala cultural municipal Adolfo Mors, con sus bajadas llenas de verde frente a viejas casonas con murales de diferente temática, paseos, juegos mecánicos para los más chicos, unas pequeñas instalaciones para bicicletas, patines y skates, puntos de ventas de artesanías y de comidas y a metros del hotel de turismo.
- Las puntas: sobre la costanera se encuentran las siete puntas que dan nombre a la ciudad de Corrientes (contra ellas choca el río Paraná y se originan las llamadas siete corrientes perfectamente apreciables desde el río). Sobre cada punta pueden encontrarse paseos, bancos, centros culturales y de exposiciones. Sus entradas y accesos están combinadas con el paseo de la costanera norte General San Martín.Norte de la ciudad Corrientes

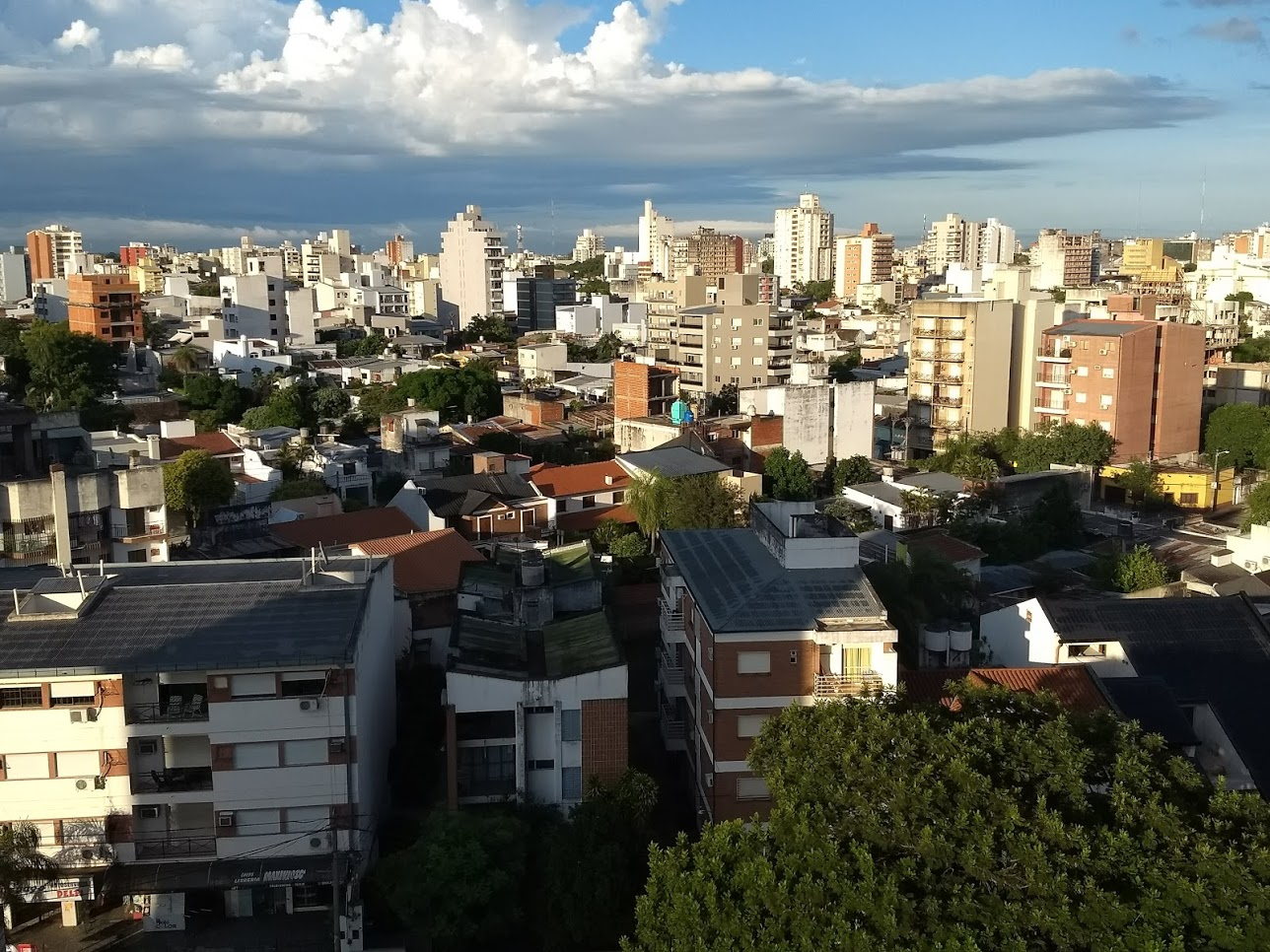
Norte de la ciudad Corrientes

  - Aldana: habría tomado su nombre por el apellido de un poblador que tenía en el lugar una quinta.
  - Yatictá: su nombre proviene de un árbol frutal de ese nombre que abundaba en toda la zona.
  - Arazá: significa "guayaba", también por la abundancia en el lugar de esa planta frutal. Después de la guerra con el Paraguay, comenzó a ser llamada "Punta Mitre". Esta punta tiene una altura apreciable que funciona como mirador natural, punto elegido por fotógrafos y amantes del silencio y la magnífico panorama del río, alrededor del actual parque, en homenaje al Libertador correntino.
  - San Sebastián: debe su nombre a la ermita que se levantó en el lugar para el culto a San Sebastián, traído por los primeros conquistadores españoles y que subsistió hasta 1690. Hoy es un punto obligado para románticos, caminantes y fotógrafos. La punta es extensa y avanza varios metros hacia el río. Tiene glorietas, plantas, amplias veredas, pérgolas y bancos que hacen las veces de miradores hacia la vida que se despliega en varios puntos por sobre el agua.
  - Tacurú: también fue conocida como "punta Isiry", o punta Ñaró, por el arroyo del mismo nombre (hoy entubado) que corría allí hacia el Río Paraná desde donde se observan remolinos sobre el agua del Paraná.
  - Tacuara: recibió ese nombre por la abundancia de tacuaras en el lugar, posee una explanada que funciona hoy centro de los artesanos de la ciudad. tiene como particularidad que cuenta con dos bajadas al mismo río.
  - Arazatí: significa "Guayabal", porque esta planta frutal hacía un tupido monte en el lugar. Está caracterizada por sus arenales extensos y en este lugar desembarcó el 3 de mayo de 1588 el adelantado Juan Torres de Vera y Aragón para fundar la actual ciudad de Corrientes con el nombre de "Ciudad de Vera". (Ver columna conmemorativa de la fundación de Corrientes).
- Playas: a su paso por Corrientes, el río Paraná deja numerosas playas, acompañadas de balnearios que ofrecen todos aquellos servicios que hacen más confortable y segura su estadía. Entre las que se destacan las playas Arazatí, Malvinas, Yacaré, Bahía del Sol y playa del club de regatas, entre otras. los amantes de la tranquilidad pueden disfrutar de la pesca en cualquiera de sus puntas o bien hacerlo en otras puntas del Paraná en las afueras de la ciudad.

#### Monumentos
La ciudad de Corrientes es parcialmente un museo a cielo descubierto, además de las construcciones palaciegas, las ornamentaciones y los relojes en sus más de 400 años acumuló entre su mobiliario urbano a disposición de los caminante la vista de valiosas obras de artes entre las que se destacan sus fuentes y paseos así como las obras originales de la consagrada escultura Lola Mora, la premiada escultura en bronce "La Taragüy" y las escultoras del artista Luis Perlotti que coexisten en un espacio que durante los últimos movimientos fueron enriquecidos por los murales. El listado de los monumentos obrantes en la ciudad son los siguientes.
- Virgen de Itatí: realizada en piedra caliza blanca, de 2 m de altura, es un símbolo de la bendición a todos aquellos que acceden a la ciudad. Rotonda de Ruta Nac. Nº12 y Ruta Prov. N.º 5.
- El águila: situado en el acceso por Ruta Nac. N.º 12 y Av. Libertad.
- Gral. Manuel Belgrano: paseo General Belgrano.
- Gral. Alvear: escultura en mármol italiano realizada por la escultora Lola Mora, situado entre Av. Costanera y Av. 3 de abril.
- Gral. San Martín: realizado en granito pulido, situado en plaza 25 de Mayo.
- José Ramón Vidal: homenaje al médico que salvo a la ciudad de la epidemia de fiebre amarilla en la guerra, ubicado en plaza La Cruz, entre calles: Belgrano, Buenos Aires, Bolívar y Salta.
- Sargento Cabral: plaza Cabral.
- Berón de Astrada: acceso de iglesia catedral.
- Malvinas: Av. Costanera esq. Belgrano.
- La Madre: Av. Costanera esq. Salta.
- La Taraguí: escultura en bronce, símbolo de la mujer correntina.
- Monumento a la Gloria: paseo Italia.
- Gral. Mitre: Punta Mitre, parque Mitre, realizada por el escultor argentino Luis Perlotti.
- Las Cautivas: junto al monumento a Mitre.
- Los españoles fundadores de la ciudad: rotonda sobre Av. Pujol esq. Pellegrini
- Tránsito Cocomarola: Av. Artigas.
- Homenaje al Mercosur: paseo Arazatí.
- Andresito: rotonda de Costanera Sur.

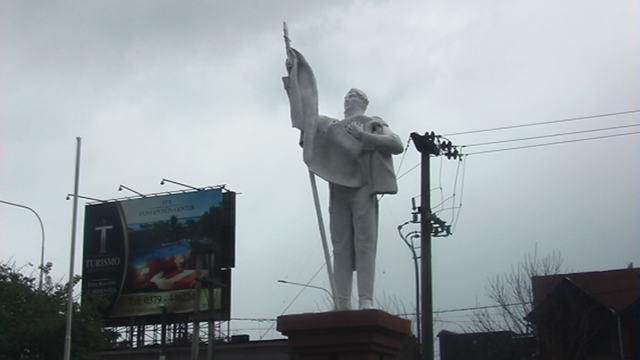
Vista completa del Monumento al General Manuel Belgrano, ubicado en la Ciudad de Corrientes, en la cabecera del puente que lleva su nombre.
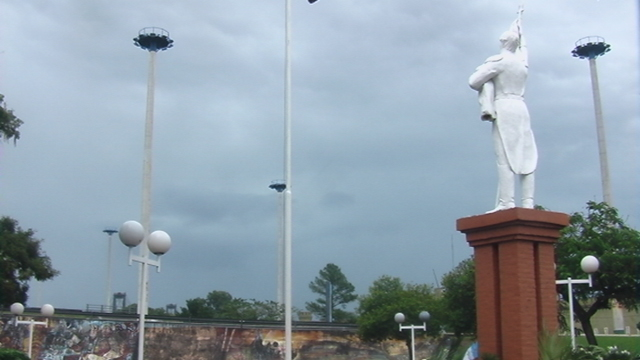
Imagen del Monumento al General Manuel Belgrano, mirando desde la Ciudad de Corrientes, hacia el puente que lleva su nombre.
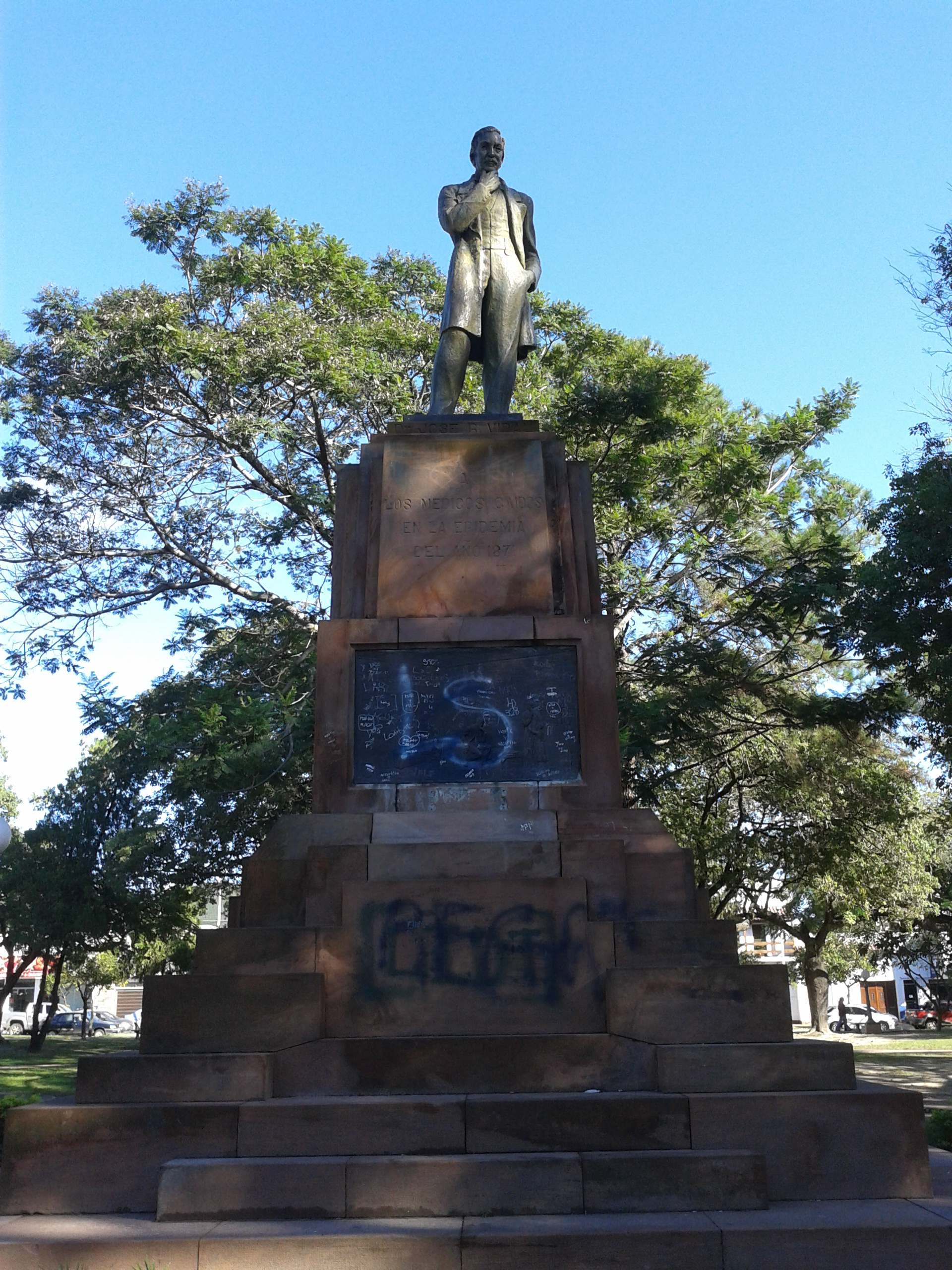
Monumento central en plaza La Cruz, ciudad de Corrientes, Argentina, al Dr. José Ramón Vidal, médico correntino fallecido durante la fiebre amarilla de 1871.
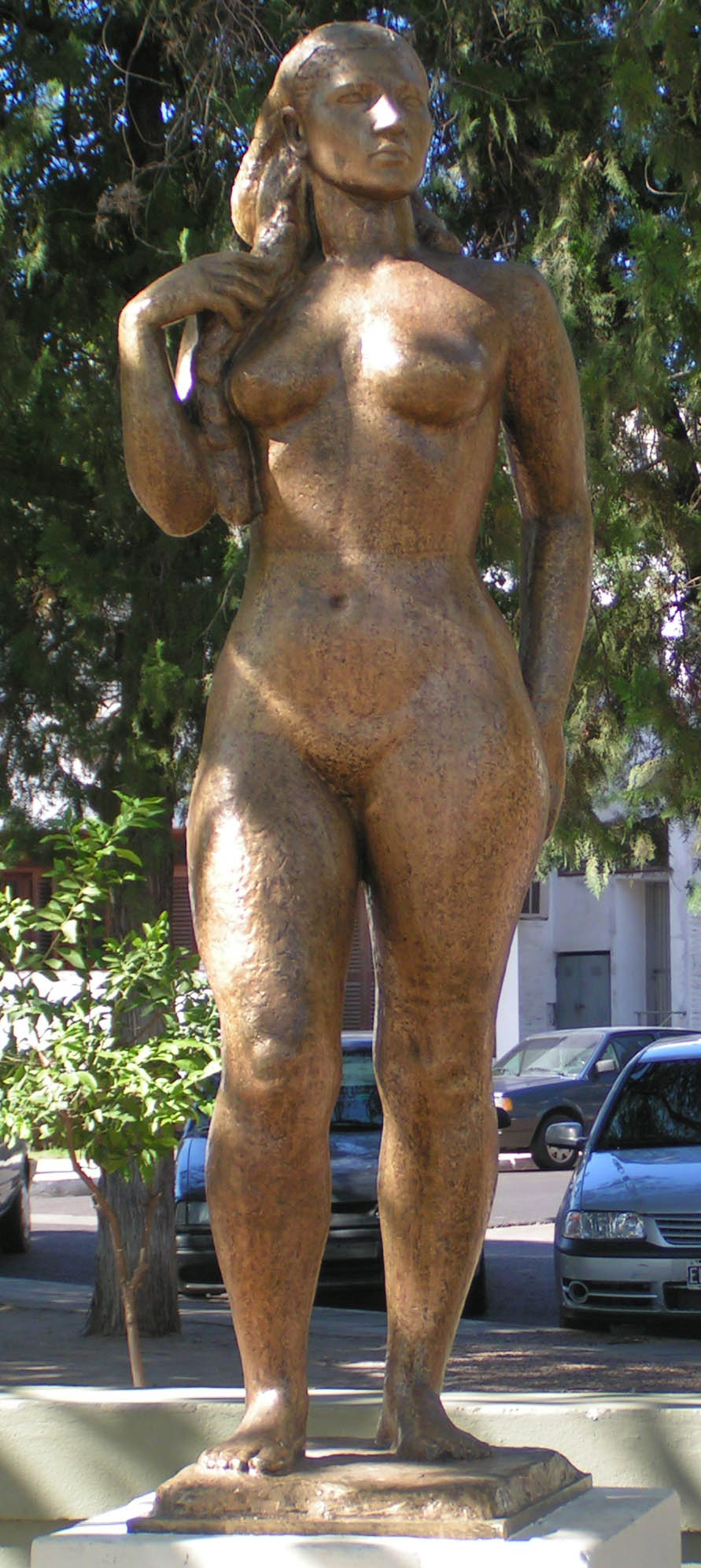
Escultura de Amado Puyeau, La Taraguí, representación estilizada de la correntinidad.
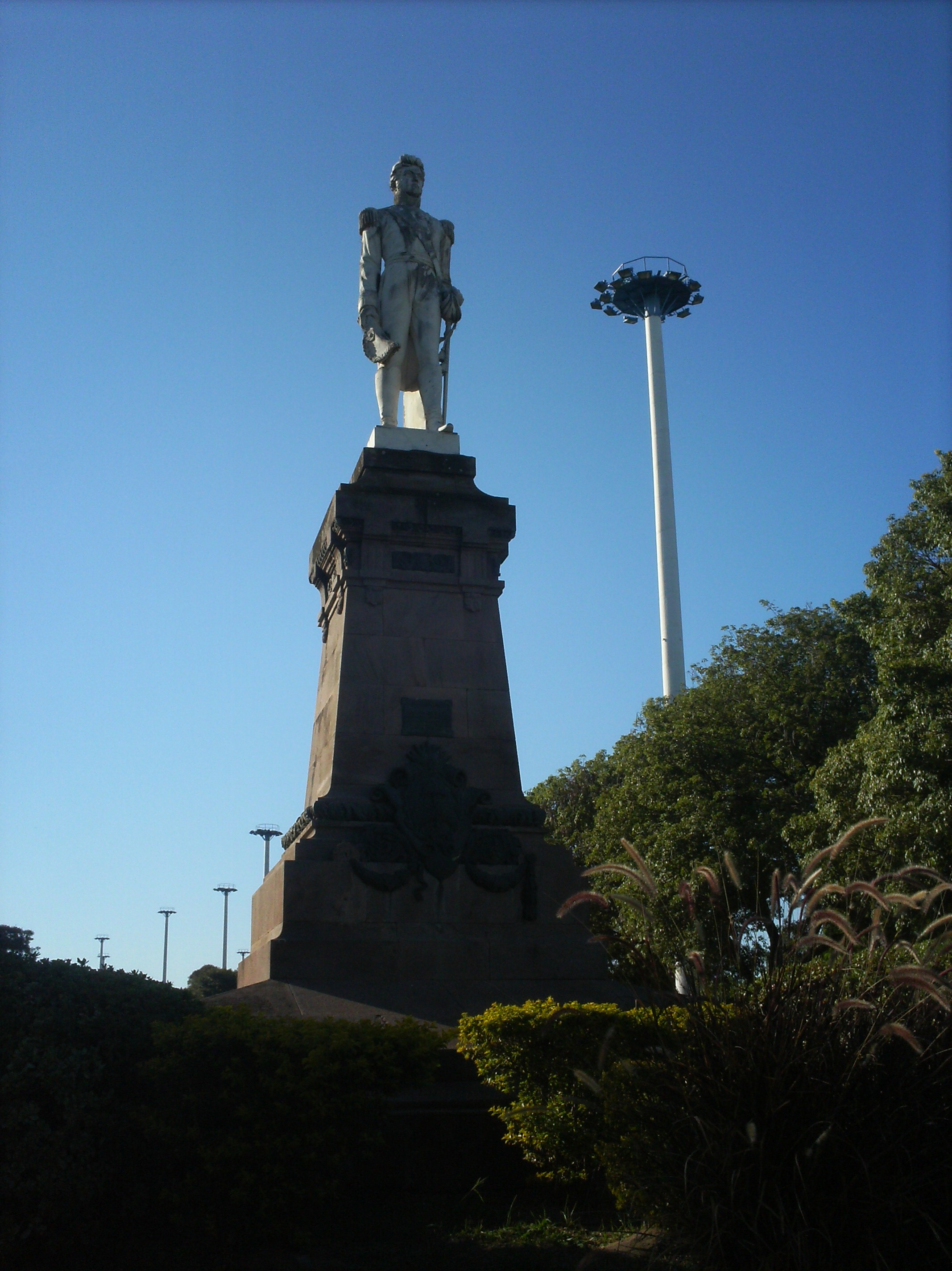
Estatua del Gral. Alvear, realizada por la escultora Lola Mora, ubicado en cercanías del acceso al Puente Belgrano y la avenida costanera San Martín.
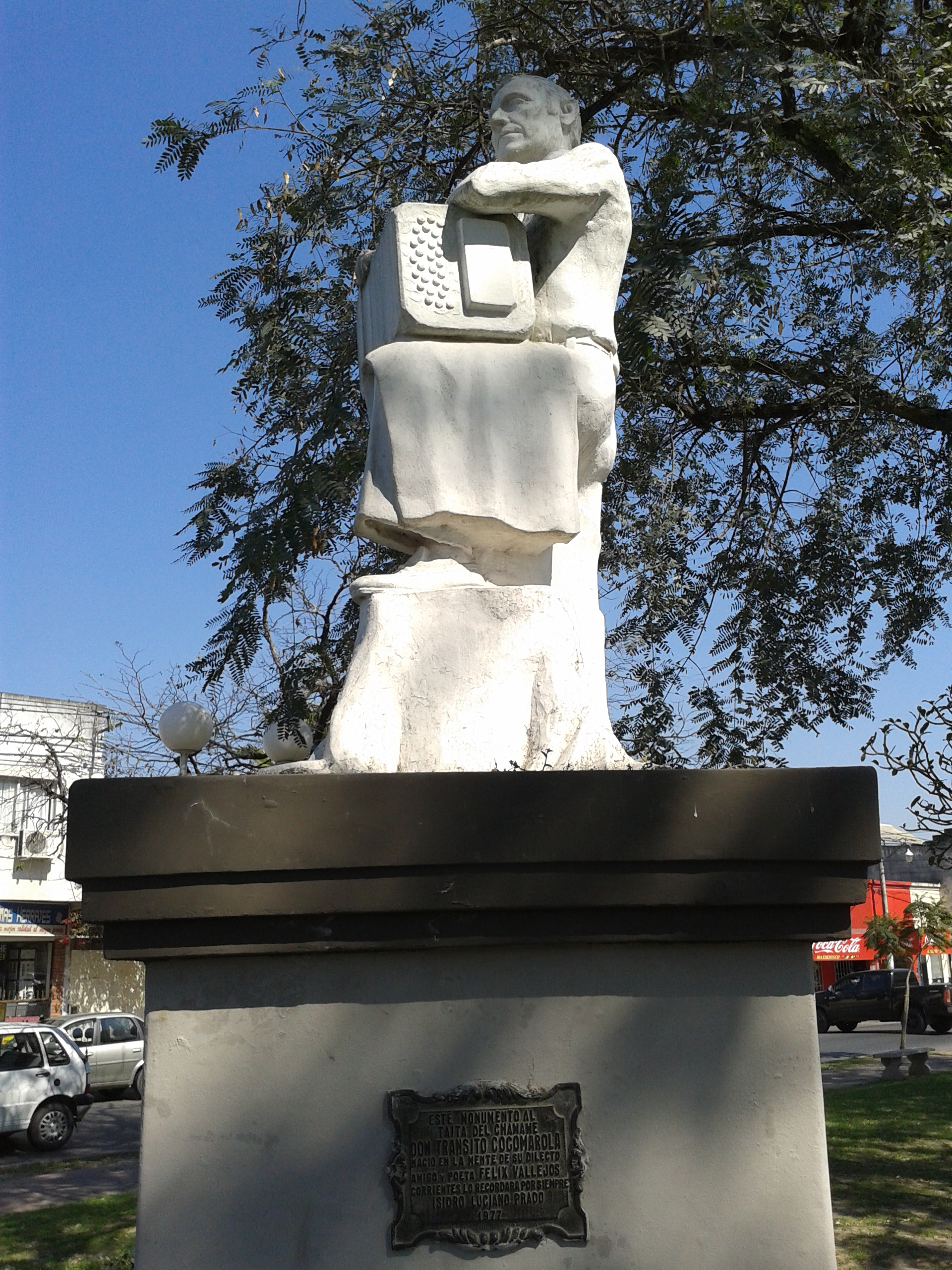
Monumento en homenaje al “Taita del Chamamé”, don Mario del Tránsito Cocomarola.

### Vida cultural
Otro de los atractivos de la ciudad es la vida relacionada con la cultura y la tradición.

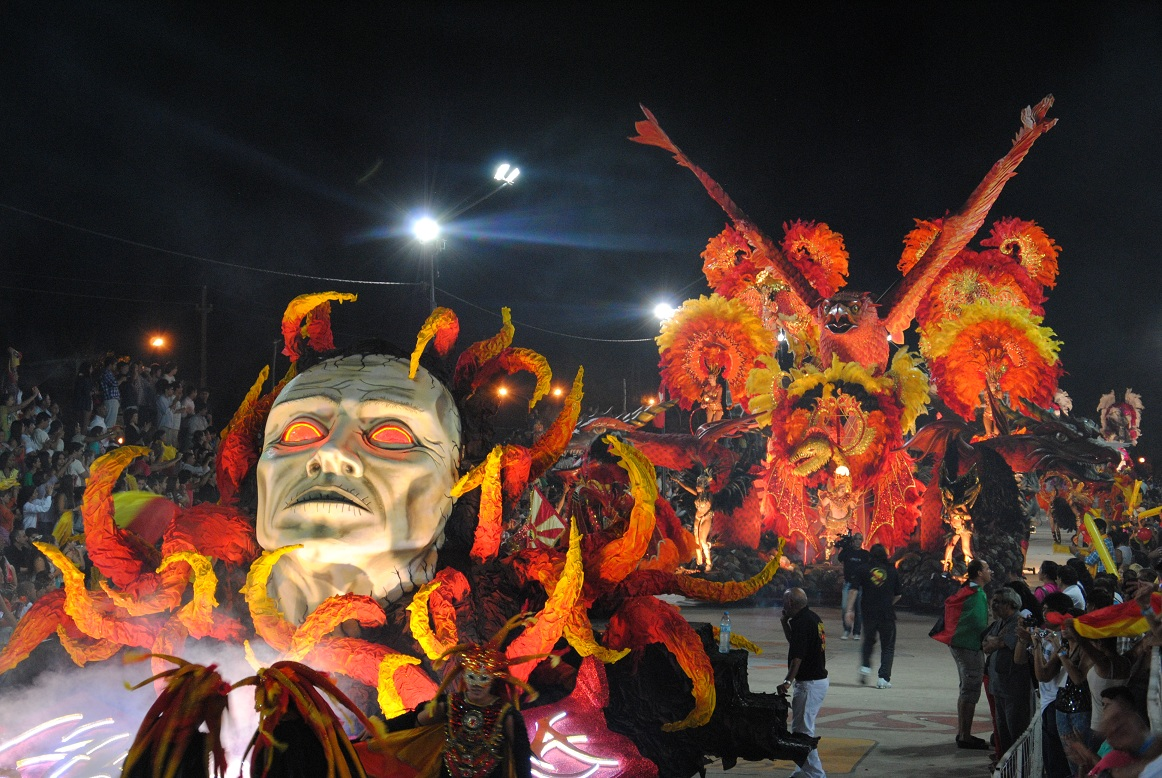
Comparsa desfilando en el carnaval de la ciudad.

- Posee una de las fiestas de carnaval más grandes del país, y mantiene el título oficial de Capital Nacional del Carnaval, donde las agrupaciones Ara Berá y Copacabana son las más históricas, famosas y numerosas, por las cuales miles de almas dan rienda suelta a la fantasía, es por eso que en época de carnavales todo se transforma en alegría y canto cuando en los barrios se inicia el festejo de los carnavales barriales correntinos. Al presente, se suman otras agrupaciones como Sapukay, Arandú Belleza y agrupaciones musicales como Samba Total, Samba Show, entre otras. en el año 2012 fue inaugurado un corsódromo en las inmediaciones del aeropuerto, dando con ello espacio físico permanente a esta celebración. Son destacados los shows de comparsas que se realizan en el Anfiteatro Mario del Tránsito Cocomarola.   Vereda de ingreso al Teatro Oficial Juan de Vera.

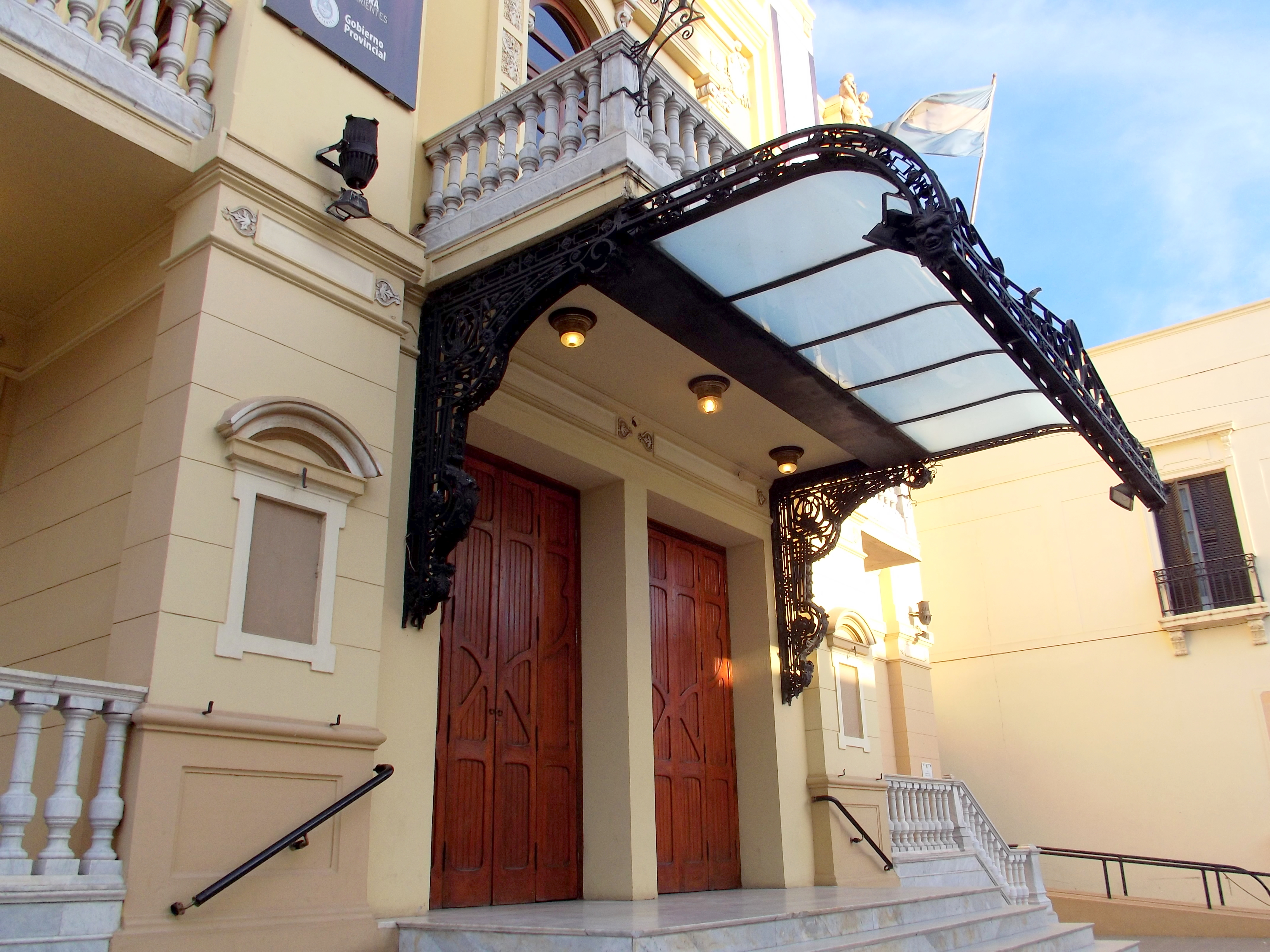
Vereda de ingreso al Teatro Oficial Juan de Vera.

- Cultura urbana. De escasa difusión a nivel regional e inclusive ciudadano, Corrientes capital tiene un acervo rico en cultura urbana de la cual se destaca la literatura, en particular una gran número de escritores con publicaciones y premios a nivel nacional e internacional plasmados en su feria del libro -en invierno-, la pintura y las artes plásticas con afamados centros de formación reconocidos como el Instituto Josefina Contte y un museo de Bellas Artes de extraordinario nivel que siempre se renueva;una buena cantidad de bibliotecas que cuentan con una colección importante de libros; centros culturales como "el Flotante" y algunos cafés literarios como "El  mariscal" que constituyen puntos culturales; también existen expresiones como la danza, el teatro, funciones de títeres y la música. Bares, cafés y pubs presentan regularmente a bandas locales que exploran diversos estilos de rock, incluido su festival nacional de Corrientes-Taragüí Rock, donde miles de jóvenes se reúnen en septiembre para disfrutar de artistas de nivel nacional, además de poseer un conservatorio y un Instituto de Música. Sus principales centros de concentración son la Peatonal Junín, calle Yrigoyen, calle Pellegrini, además de sus galerías comerciales y sobre costanera, paseo de los artesanos y anfiteatro de la costa "José Hernández". Además la costanera sur, es un lugar de recreación para jóvenes y las familias, donde están las discotecas y también se brindan espectáculos gratuitos los fines de semana durante el verano.

La canción a ritmo de vals -compuesta por Pocho Roch - describe ese sabor nostálgico a serenata que evoca el amor hacia la ciudad que en su gente se conserva pequeña, donde la tarde apaga la siesta y su calor, sus enredaderas, su quietud, que luego despierta a la vida hermosa y llena de brillo, como un antiguo pueblo dormido "Corrientes soñadora con balcón hacia el río, espejada en tus aguas tu tiempo transcurrió...".
- Cine. La ciudad capital mantiene en funcionamiento tres complejos de salas comerciales de cine y diversos espacios públicos de proyección. Dos de los complejos comerciales cuentan con proyecciones en 3D. No cuenta con salas IMax. Algo que merece ser visto es la arquitectura del viejo Cine La Perla, hoy una afamada confitería ubicada en la esquina de las calles Mendoza y 9 de Julio. Las salas comerciales renuevan sus carteleras al ritmo del resto del país sin reposiciones. Las proyecciones públicas en su amplia mayoría son gratuitas, se realizan en el Teatro Vera y teatro de la ciudad, pero también hay planes conjuntos con pubs, bares y en plazas por programas especiales. Allí se proyectan reposiciones nacionales, pocos estrenos y variados documentales. La producción cinematográfica va en ascenso, contando la capital actualmente con tres producciones fílmicas propias que van desde ficción a documentales.
- Fiesta Nacional del Chamamé: Se realiza cada año en el mes de enero en lo que se ha convertido en el Anfiteatro Cocomarola, la meca del chamamé, género musical de origen folclórico característico de la región oriental de Argentina, que ha visto actuar a numerosos artistas locales e internacionales.

## Sanidad

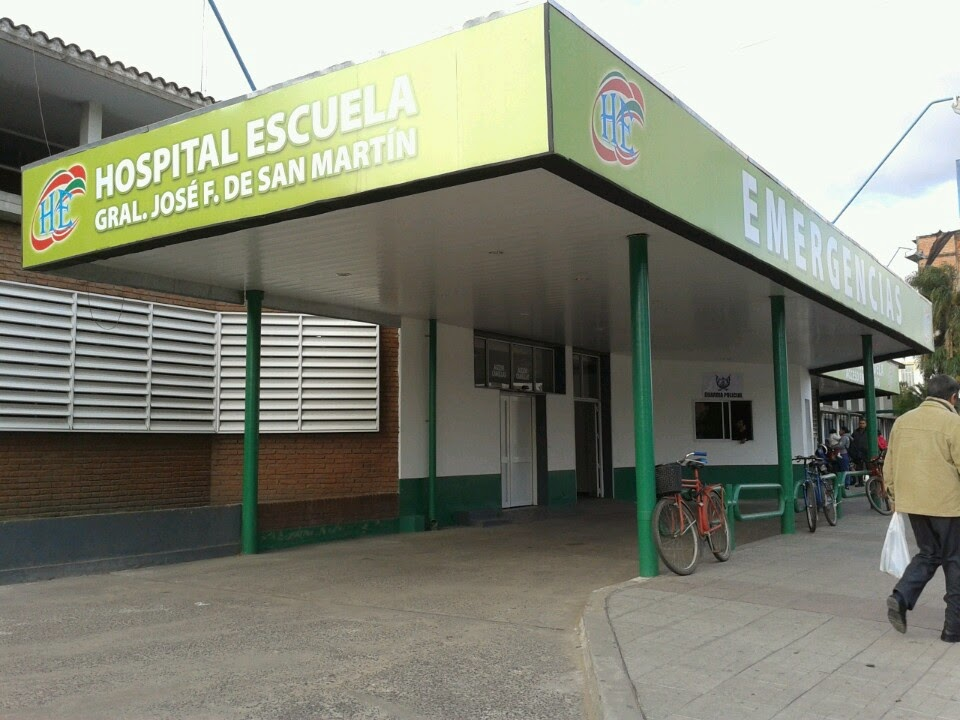
Hospital Escuela José Francisco de San Martín.
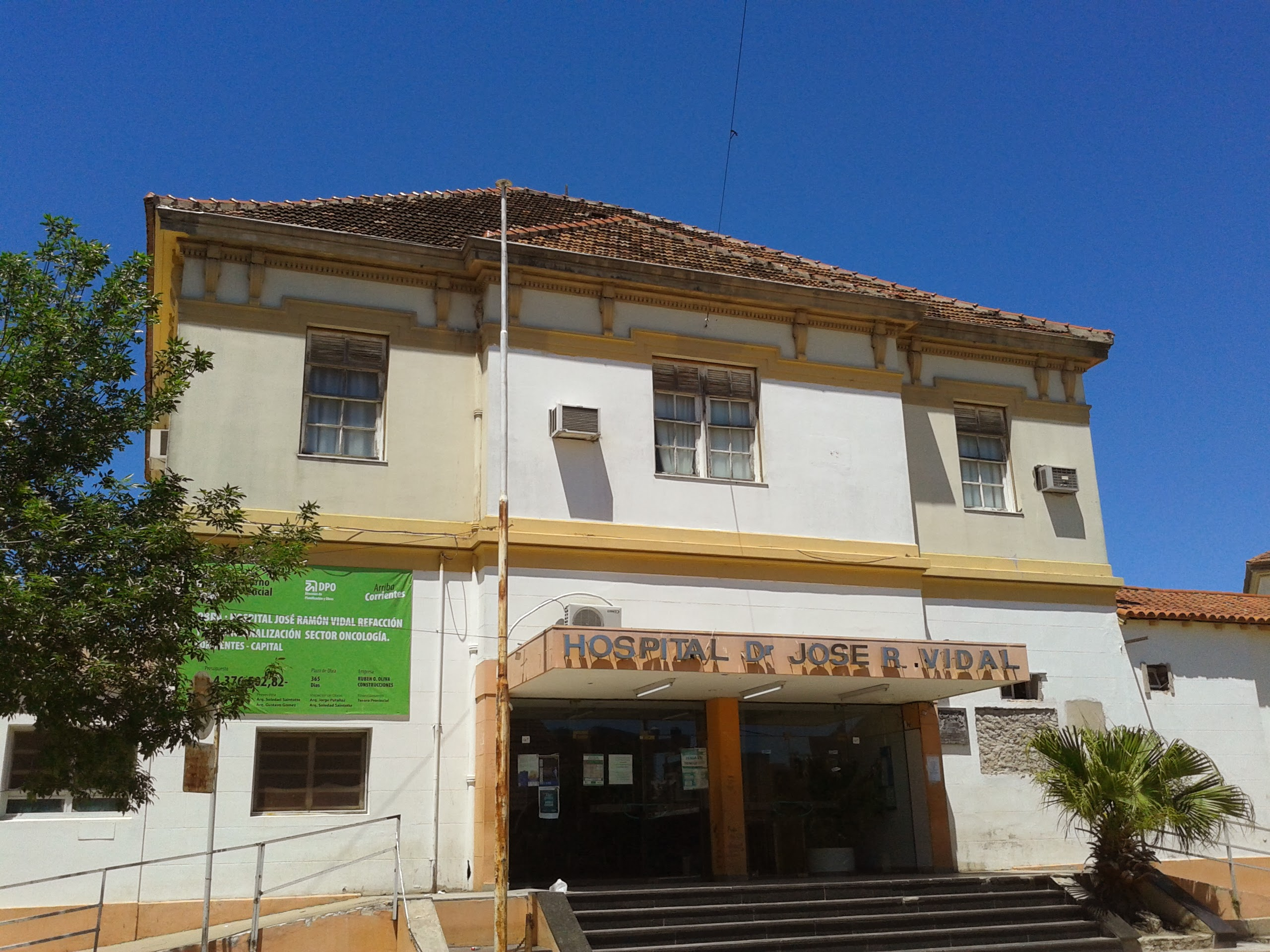
Hospital José Ramón Vidal.
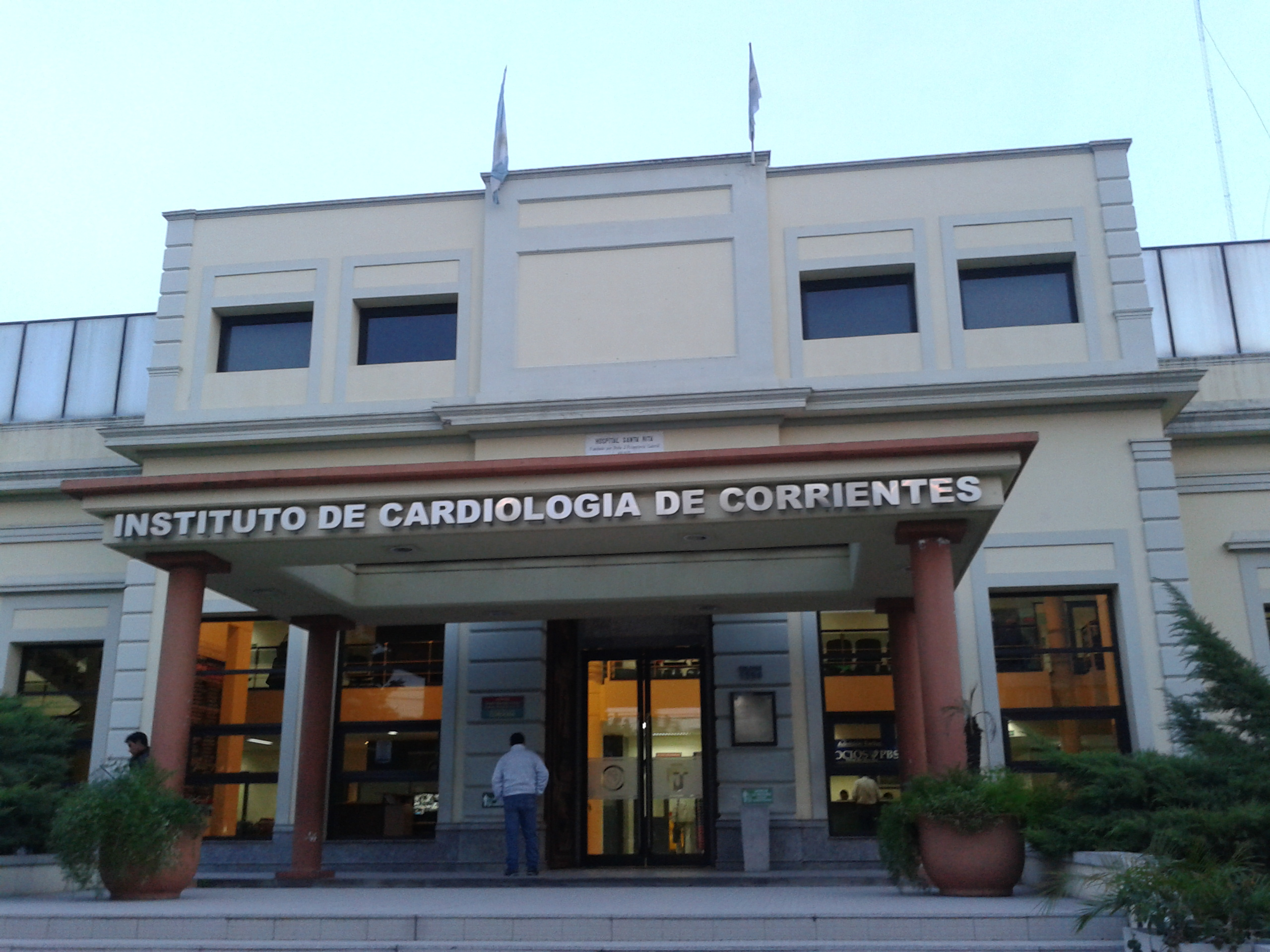
Instituto de Cardiología de Corrientes (ICC).

La ciudad de Corrientes es un centro de atención muy completo, posee una importante infraestructura en salud, contando con ocho hospitales : 
- Hospital “Ángela Iglesia de Llano” (Htal. Llano), especializado en infectología,
- Hospital Escuela “José Francisco de San Martín” (Htal. Escuela), hospital regional de traumatología y cirugía con internación, residencias médicas y consultorios externos,
- Hospital de Salud Mental “San Francisco de Asís” (Htal. San Francisco),
- Hospital Geriátrico de Agudos “Juana Francisca Cabral” (Htal. Geriático),
- Hospital “José Ramón Vidal” (Htal. Vidal),
- Hospital Odontológico, ubicado en un campus de la UNNE,
- Hospital Veterinario, ubicado en el campus Sargento Cabral de la UNNE,
- Hospital Pediátrico “Juan Pablo II” (Htal. Pediátrico u Htal. Juan Pablo II), que también incluye maternidad,
- Instituto de Cardiología “Juana Francisca Cabral” (Instituto Cardiológico), con equipamiento de alta complejidad de última generación para trasplantes,
- Minihospital en Barrio Pirayuí, con salas de internación y residencias médicas.

Además, se dispone de numerosos “centros de primeros auxilios”, “Centros de Atención Primaria de la Salud” (CAPS)  y “Salas de Atención Primaria de la Salud” (SAPS) y varios centros privados de internación médica y de estudios de alta complejidad; también está disponible un avión sanitario y un plantel de médicos especializados, teniendo en su haber varias carreras universitarias como medicina, bioquímica, enfermería universitaria y cursos de la Cruz Roja de reconocimiento internacional, y personal de Bombero Voluntarios a Nivel Nacional .

## Producción
Actividades productivas y productos generados en la ciudad y sus alrededores. La empresa cervecera Quilmes tiene una planta donde produce cerveza y embotella distintos tipos de gaseosas y la empresa textil Tipoití que se dedica a la producción de hilos de algodón y de material sintético.

## Deportes
Al igual que en el resto de la Argentina, el fútbol es el deporte más popular en Corrientes. Se destacan, entre otros, los clubes Atlético Huracán, Boca Unidos y el recordado Deportivo Mandiyú quien estuvo durante siete temporadas en el campeonato nacional de primera A. A fines de 2016, la fusión entre el Deportivo Mandiyú y el Club Textil Mandiyú le consiguió un histórico ascenso al Torneo Federal A.
Otros deportes que se practican en la ciudad son el básquetbol (el Club de Regatas Corrientes y el Club San Martín de Corrientes juegan con gran éxito en la primera división nacional) y los siguientes clubes: Club Atlético Alvear, Club Juventus, Club Sportivo Corrientes y el Club El Tala. En la ciudad de Corrientes casi todos los clubes de básquet cuentan con estadios cubiertos y cancha de parqué. Además, en rugby hay tres equipos locales (Aranduroga, Taragüí y San Patricio), natación (pileta cubierta y al aire libre), canotaje, tenis, ajedrez, voleibol, ciclismo, vela, esquí acuático, destacándose por sus instalaciones el Corrientes Tenis Club, como también el atletismo y el hockey con su moderna cancha de piso sintético en el campo de deportes del complejo deportivo Instituto Superior de Educación Física (ISEF), sin dejar de mencionar el impulso que se le está dando al sóftbol, que ya posee dos equipos, etc.
Los deportistas más destacados nacidos en la ciudad son el regatista Carlos Mauricio Espínola, cuatro veces medallista olímpico (Barcelona 1992, Atlanta 1996, Sídney 2000, Atenas 2004 y Pekín 2008) y el practicante de taekwondo Sebastián Crismanich, campeón olímpico en los Juegos Olímpicos de Londres 2012, campeón Panamericano y Sudamericano. También se destacan el tenista Leonardo Mayer, campeón 2016 de la Copa Davis jugando con la selección Argentina, el practicante de taekwondo Mauro Crismanich y el luchador Yuri Maier.
En deportes adaptados, se destaca Florencia González Cabañas jugadora de básquet sobre silla de ruedas. Con la Selección Femenina de Básquet sobre silla de ruedas, participó de los Juegos Paralímpicos Río 2016 y los Juegos Parapanamericanos Lima 2019.

## Medios de comunicación

### Radios AM (kHz) / FM (MHz)
- Dorado (FM 98.3)
- Radio Dos (FM 99.3)
- Guaraní (AM 970)
- La Red Corrientes (FM 107.1)
- Libertad (FM 99.3)
- Provincia de Corrientes (AM 900)
- Efecto (FM 92.7)
- Digital (FM 102.1)
- Confluencia (FM 92.7)
- Mocoretá (FM 106.1)
- Xpress (FM 107.7)
- Antena 2 (FM 89.1)
- Juventud (FM 90.1)
- Terremoto (FM 95.9)
- Antena 1 (FM 90.1)
- Feeling (FM 91.9)
- Radio UNNE (FM 99.7)
- Radio Belgrano Corrientes (FM 102.5)
- Sudamericana (FM 100.3)
- Concepto (FM 97.9)
- Espectro (FM 98.9)
- CV (FM 93.7)
- Red Aleluya Corrientes (FM 88.3)
- Radio Cadena Federal (FM 106.9)
- Municipal (FM 95.9)
- CNQ (FM 88.1)
- Fénix (FM 100.3)
- Alfa Noticias (FM 91.7)
- Uno (FM 103.3)
- Chamamé (FM 97.1)
- Del Sur (FM 106.7)
- Metropolitana (FM 94.1)
- Puerto del Sol (FM 98.5)
- Salud (FM 91.1)
- Centro (FM 89.9)
- Curuzú (FM 96.7)
- La Zona (FM 104.5)
- Latinoamericana (FM 93.5)
- Jam (FM 88.3)
- Total (FM 104.1)
- Victoria (FM 102.1)
- Radio Alerta Bomberos (FM 95.5)
- Sol (FM 104.9)
- La 100 Corrientes (FM 107.5)
- Net (FM 90.3)
- Cardinal Cristi (FM 96.9)
- Latina (FM 88.5)
- Pop Radio Corrientes (FM 105.7)
- Mix (FM 88.9)
- Class (FM 89.1)
- Radio Actividad (FM 91.5)
- Mitre Corrientes (AM 1100 / FM 92.9)
- Capital (FM 95.3)
- Continental Corrientes (FM 97.3)
- Mega Corrientes (FM 98.1)

### Televisión
- 13 Max Televisión
- T5 Satelital
- 5TV
- Telenord

### Diarios
- Diario 1588
- Diario Época
- El Libertador
- El Litoral
- República de Corrientes
- Norte Corrientes
- 7 Puntas Digital
- Así Corrientes
- Corrientes a diario
- Corrientes al día
- Corrientes de Tarde
- Corrientes Hoy
- Corrientes Online
- Corrientes Virtual
- El Sol
- Nova Corrientes
- Momarandu
- Primera Hora
- Primicias Corrientes
- Síntesis Corrientes
- Todo Corrientes
- Tus Noticias Corrientes

## Transportes

### Aéreos

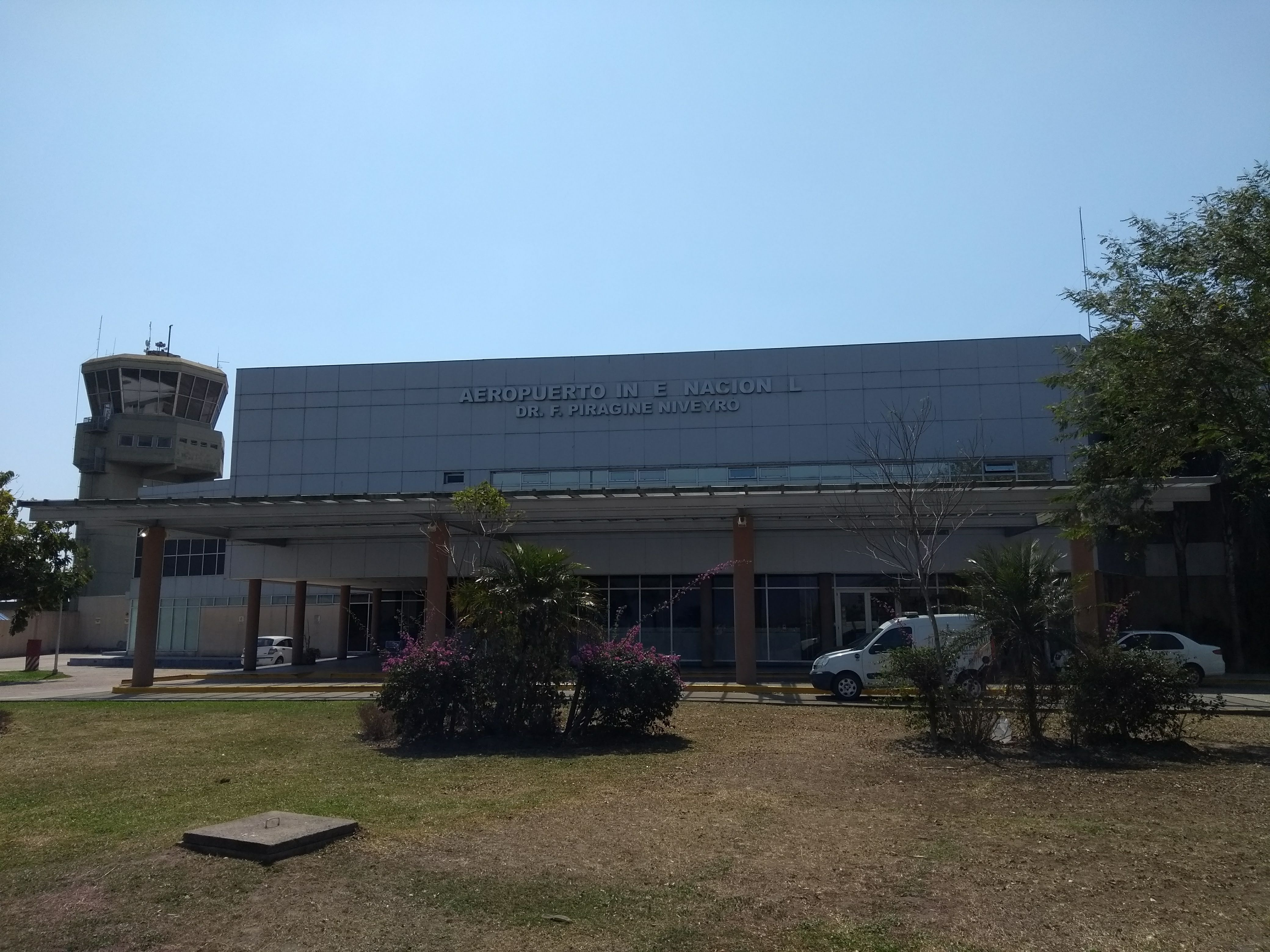
Aeropuerto Dr. Fernando Piragine.

En el Aeropuerto Dr. Fernando Piragine operan en forma limitada varias aerolíneas que unen a Corrientes, de manera regular, con Buenos Aires y otras ciudades argentinas, luego de extensión de la pista de aterrizaje e instalación de nuevos instrumentales como parte de las obras de reformas.

### Terrestres

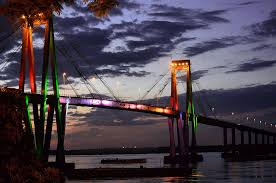
Puente Gral. Manuel Belgrano.

El Puente General Manuel Belgrano cruza el río Paraná y une a la ciudad con la vecina provincia de Chaco, mientras que la ruta nacional N.º 12 une a Corrientes Capital con Misiones, hacia el noreste, y con Entre Ríos y Buenos Aires, hacia el sur. 
No lejos del centro de la ciudad se encuentra la estación terminal de ómnibus, donde operan varias empresas de autobuses que unen a Corrientes con todo el país, como así también con ciudades de Paraguay y el sur de Brasil.

### Fluviales

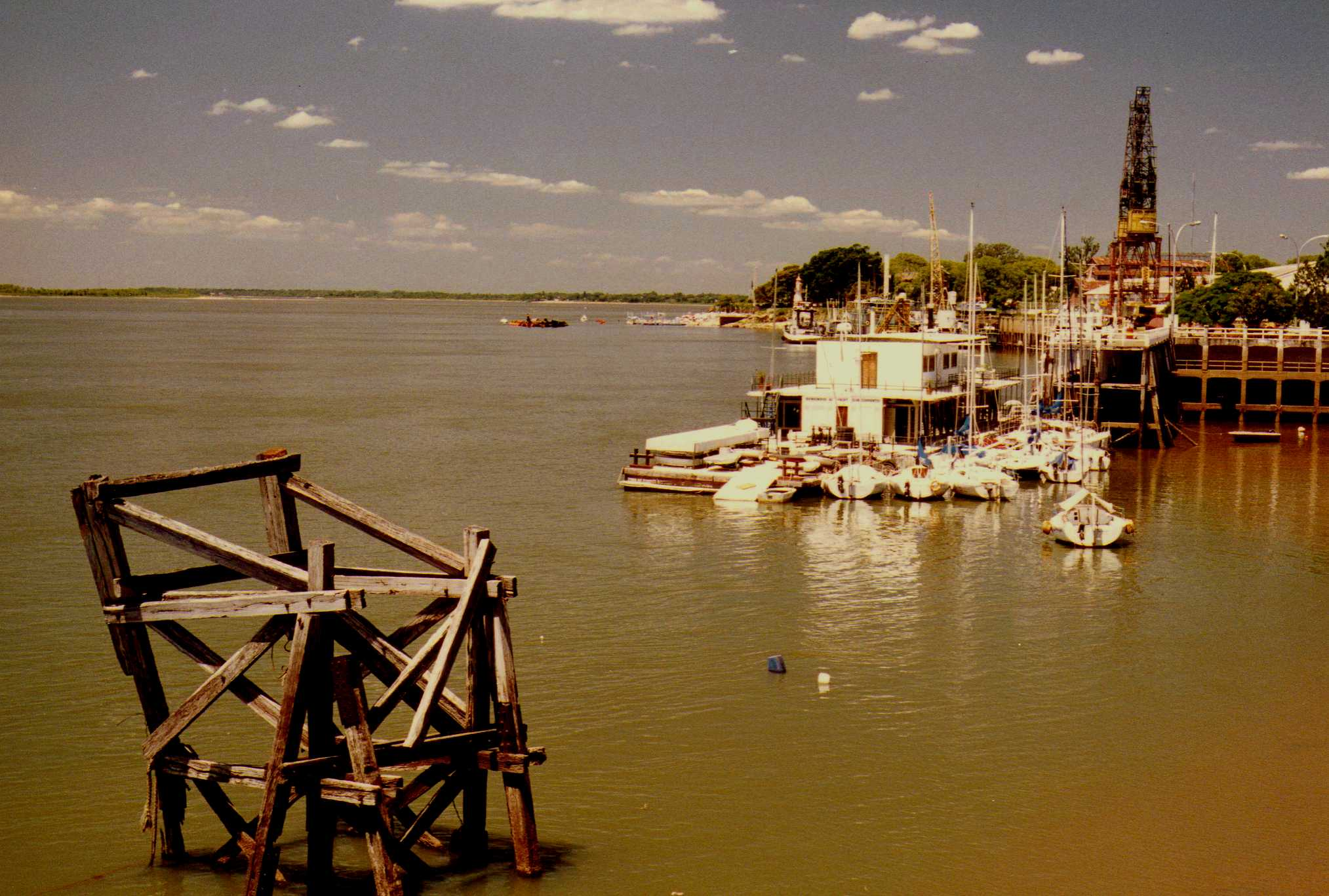
Puerto de Corrientes.

El puerto de Corrientes es el punto central al cual históricamente, tuvo su crecimiento la ciudad, en la actualidad se encuentra bien equipado para la carga y descarga de mercancías de todo tipo y movimientos diarios hacia destinos internacionales. En años anteriores se contaba con un vapor que diariamente cruzaba el río hacia Antequera en cercanías de la ciudad chaqueña de Barranqueras, además se contaba con viajes semanales en ferry a las distintas ciudades capitales de las provincias del nordeste.

## Despliegue de lasFuerzas Armadas argentinasen Corrientes
| Unidades de la Guarnición Militar Corrientes  | Sigla                  |
| --------------------------------------------- | ---------------------- |
| Destacamento de Vigilancia Cuartel Corrientes | Dest Vig Cu Corrientes |

## Ciudades hermanas
- Estepa, España[10]
- Asunción, Paraguay
- Encarnación, Paraguay[11]
- Paraná, Argentina
- Resistencia, Argentina
- Posadas, Argentina
- Santa Fe, Argentina
- Montevideo, Uruguay
- Arequipa, Perú